# Carbodies
 (janvier 2025).
Si vous disposez d'ouvrages ou d'articles de référence ou si vous connaissez des sites web de qualité traitant du thème abordé ici, merci de compléter l'article en donnant les références utiles à sa vérifiabilité et en les liant à la section « Notes et références ».
Carbodies Limited était une société anglaise, basée à Holyhead Road à Coventry. Elle commence son activité en tant que carrossier automobile mais est surtout connue pour sa production de taxis londoniens. En 1998 elle prend le nom de  The London Taxi Company.

## Histoire
L'entreprise fut établie en 1919, lorsque Robert « Bobby » Jones, ancien directeur général du carrossier Hollick et Pratt, reprit les opérations de carrosserie de son employeur d'alors, le marchand de bois Gooderhams, et se mit en place dans les locaux acquis à Thomas Pass à West Orchard, Coventry.

### Carrosseries standardisées

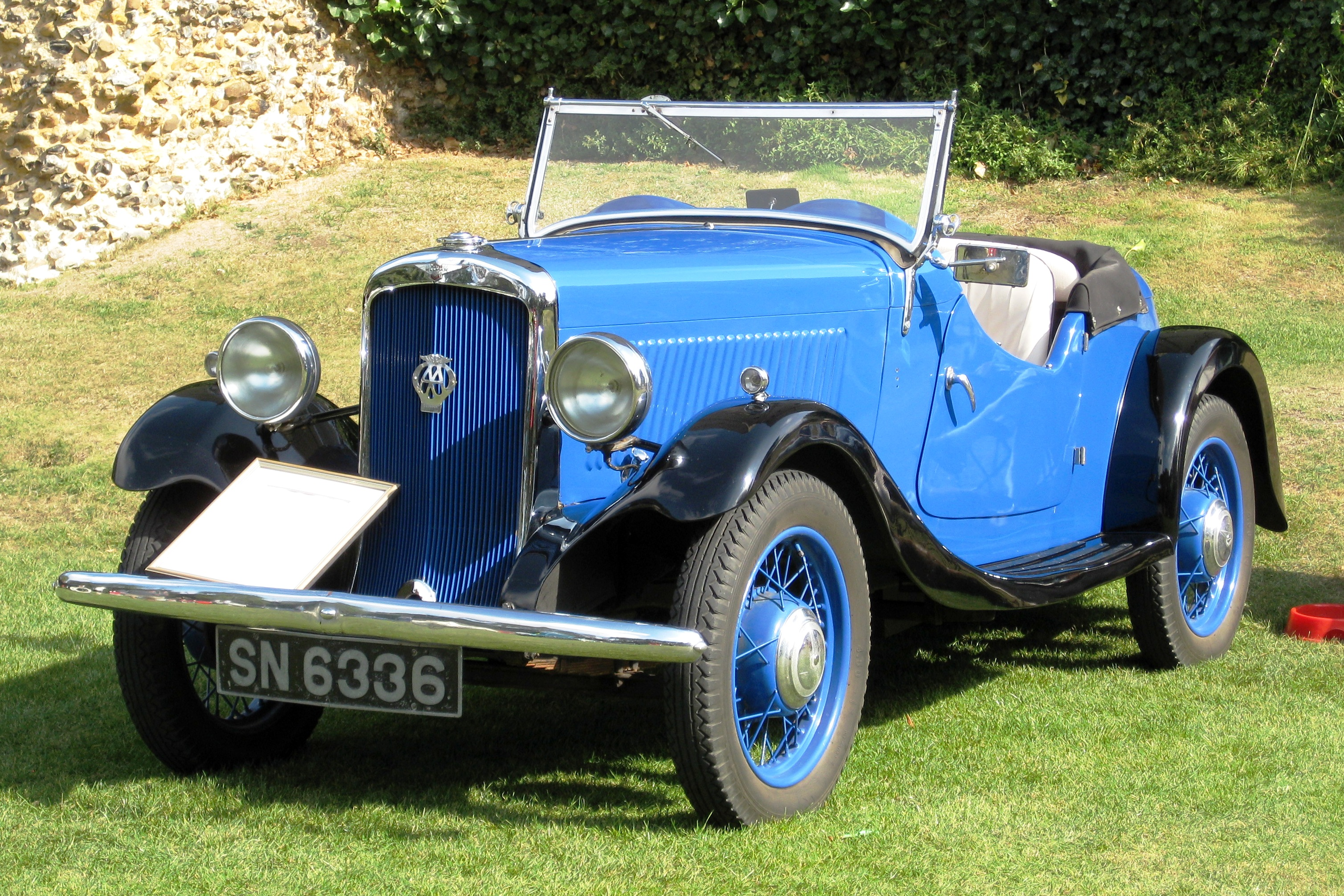
Hillman Minx, randonneuse de sport de 1934.

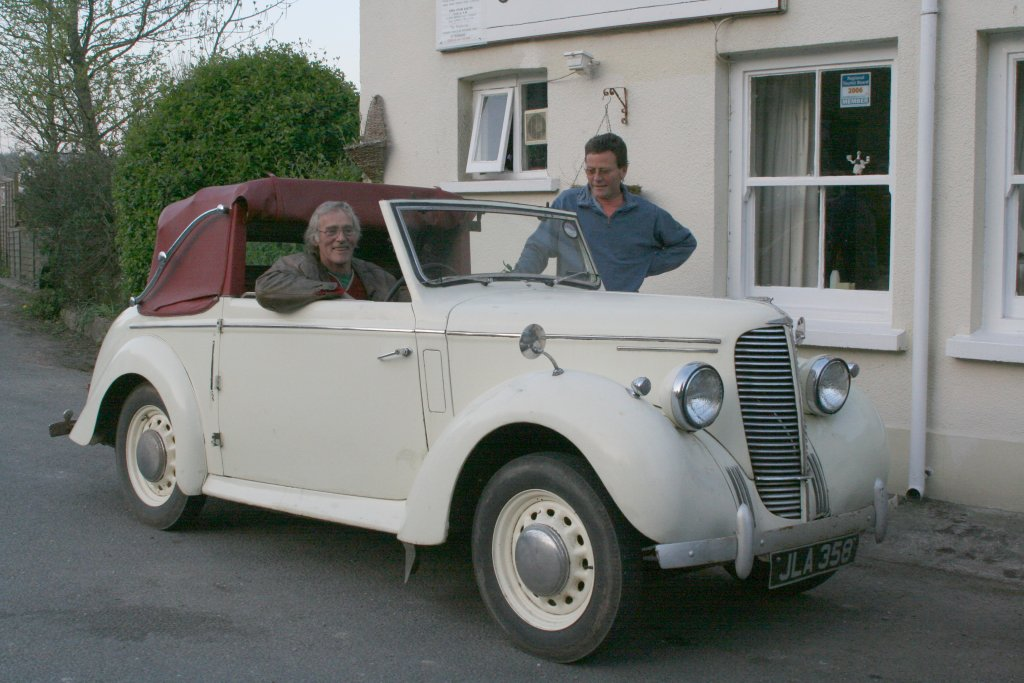
Hillman Minx drophead coupé de 1947.

Plutôt que de faire du sur mesure pour des modèles individuels, Carbodies produisit des carrosseries d'un certain nombre de modèles standardisés pour les voitures des sociétés qui ne disposaient pas de leurs propres installations. Leurs premiers clients majeurs au cours des années 1920 étaient MG et Alvis Cars. La taille du nouveau contrat pour la construction de carrosseries pour la MG M-Type Midget impliquait la nécessité de locaux plus grands, et ils déménagèrent en 1928 vers un plus large site sur Holyhead Road, où ils se trouvent encore actuellement. Dans les années 1930, ils fournirent des carrosseries pour Rover, Invicta et Railton, mais leur plus important client de cette décennie fut le groupe Rootes.
Au cours de la Seconde Guerre mondiale, l'entreprise construisit des carrosseries de véhicules militaires. Ils acquièrent des machines d'emboutissage grâce au régime du Prêt-Bail, ce qui leur permit de faire des composants d'avions. Carbodies devint une société anonyme à cette époque, avec Bobby Jones en tant que directeur-conseil et son fils, Ernest Jones, comme directeur général.

### Taxis, Convertibles, Daimler et autres véhicules d'après-guerre
Après la guerre, Carbodies négocie avec le concessionnaire de la London taxi Mann & Overton (en) et Austin pour fabriquer les carrosseries du taxi Austin FX3U et réaliser la finition et la livraison de véhicules complets. Ils développèrent parallèlement un système permettant de transformer une berline moderne (d'après-guerre, toute en acier) en cabriolet. Ce travail fut effectué sur les premières unités des Hillman Minx, des Austin Somerset et Hereford, des Ford Mk1 Consul et Zéphyr, et plus tard, les Mk2 Ford Consul, Zéphyr et Zodiac. 
En 1954, Bobby Jones vendit Carbodies au groupe BSA, qui la mit sous contrôle de leur entreprise de voitures de prestige, Daimler. Il fut prévu que Carbodies devienne l'usine de fabrication des carrosseries en acier des Daimler, mais ce ne fut jamais réalisé. Ils ont cependant converti la berline Conquest en cabriolet en utilisant les méthodes employées sur les Ford et Austin et fabriquèrent une carrosserie cabriolet coupé pour la Daimler Conquest Roadster et des carrosseries berline pour les Daimler Majestic et Majestic Major.
Sous BSA, les installations de fabrication furent étendues et plus d'usines sont installées. En 1958, Carbodies commença la fabrication de la carrosserie, la réalisation, l'assemblage, la finition et la livraison des véhicules les plus importants de leur histoire, les taxis Austin FX4. Carbodies fournit également des prototypes de carrosserie et l'outillage à des projets comme le capot de la Jaguar E-type et des panneaux pour les motos Triumph, Ariel et BSA.
Parmi les nouveaux contrats exécutés au cours des années 1960 et au début des années 1970, furent les conversions des berlines Humber Hawk et Super Snipe, Singer Vogue et Triumph 2000 en breaks, mais peu à peu les commandes sur les voitures particulières et les véhicules utilitaires disparaissent et le taxi FX4 devient de plus en plus important pour la société.

### Manganese Bronze Holdings Plc et London Taxis International
Carbodies achète en 1971 la ligne d'assemblage des châssis FX4 à British Leyland et la déplace de l'usine d'Adderley Park, Birmingham à Coventry, leur permettant d'assurer la construction complète du FX4, mais pas en leur nom. Deux ans plus tard, Carbodies est racheté, avec la société mère BSA par Manganese Bronze Holdings Dans les années 1970, Carbodies essaya de créer un nouveau taxi qui leur soit propre, le FX5, mais le projet fut abandonné en 1979 vu les coûts de développement trop élevés. En 1982 Carbodies prend la responsabilité de la fabrication complète du taxi FX4, alors que la British Leyland y a perdu tout intérêt. À ce moment, le FX4 est le seul produit, malgré des tentatives d'introduire de nouvelles lignes, comme une Ford Cortina MkV cabriolet et le Range Rover Unitruck. Un nouveau modèle de taxi, le CR6, basé sur une carrosserie Range Rover, fut également abandonné après près de cinq années de développement.
En 1984, le concessionnaire Mann & Overton des London Taxicab est racheté à son tour par Manganese Bronze Holdings Plc. Cette acquisition donna lieu à la formation de London Taxis International, composée de LTI Carbodies, LTI Mann & Overton et de London Taxi Finances. 
En 1997, un nouveau modèle de taxi, le TX1 est introduit. Il fut mis à jour en 2002 sous l'appellation TXII et à nouveau en 2007, le modèle actuel, le TX4. Cette série a établi LTI Vehicles comme fournisseur mondial de taxis de type London.
En 1998, le nom de Carbodies Limited est abandonné au profit de LTI Limited et la marque devint The London Taxi Company en novembre 2010. The London Taxi Company a récemment mis en place un partenariat avec le constructeur automobile Chinois Geely Automotive, construisant une usine à Shanghai pour la fabrication des taxis londoniens pour le marché d'exportation et l'approvisionnement des composants à la maison mère de Coventry. En 2010, le nom de Mann & Overton fut abandonné et la concession porte actuellement le nom de The London Taxi Company.

## Galerie

### Les MG de Carbodies

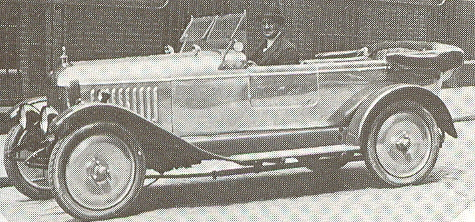
MG 14/28
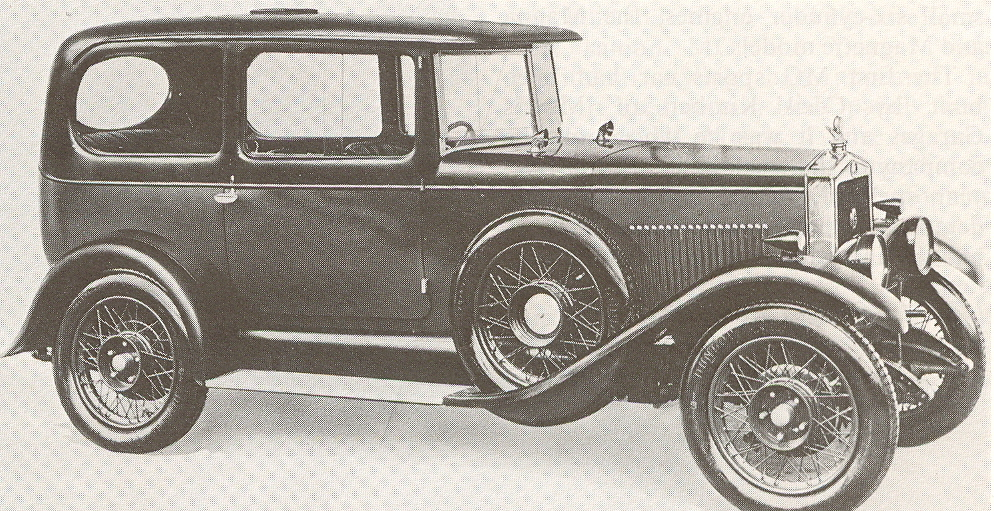
MG 14/40
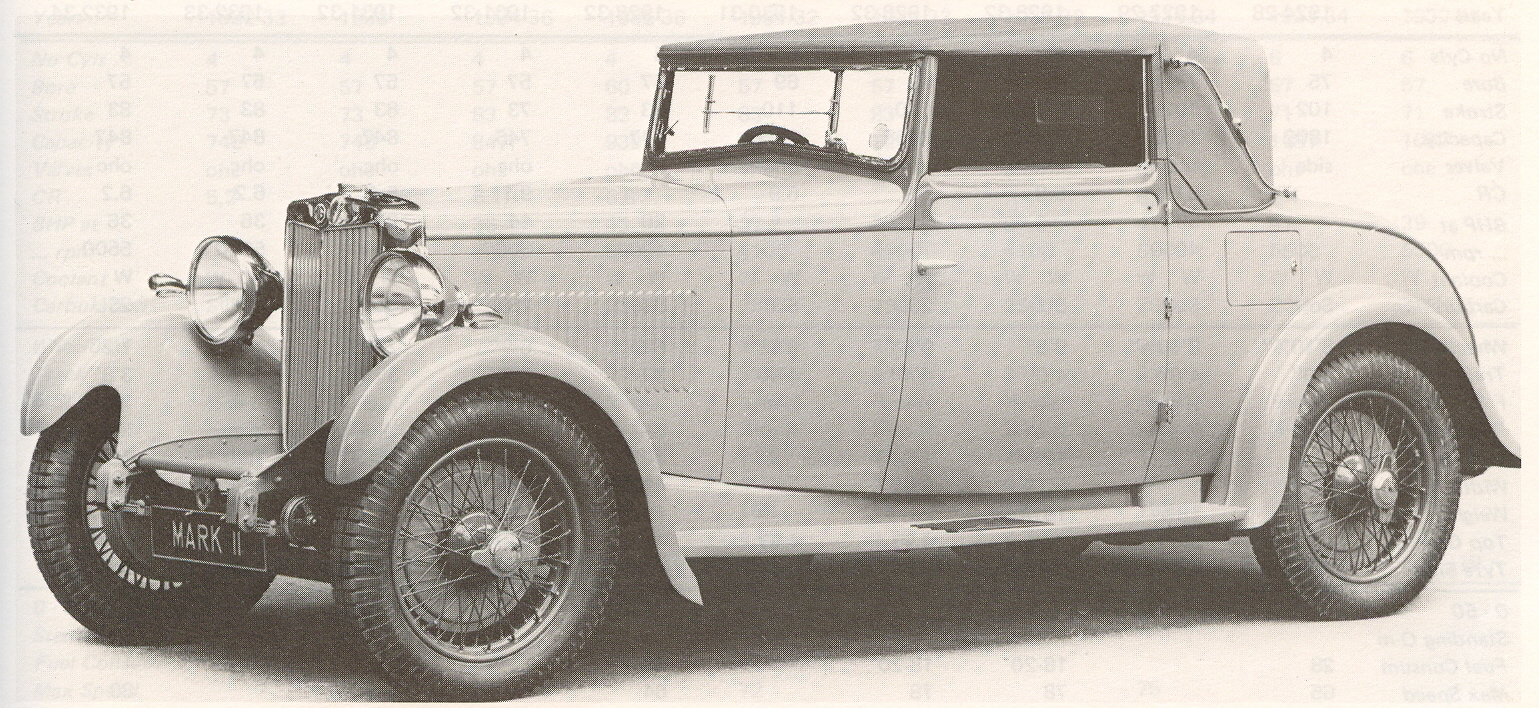
MG 18/80 Mark II Coupé
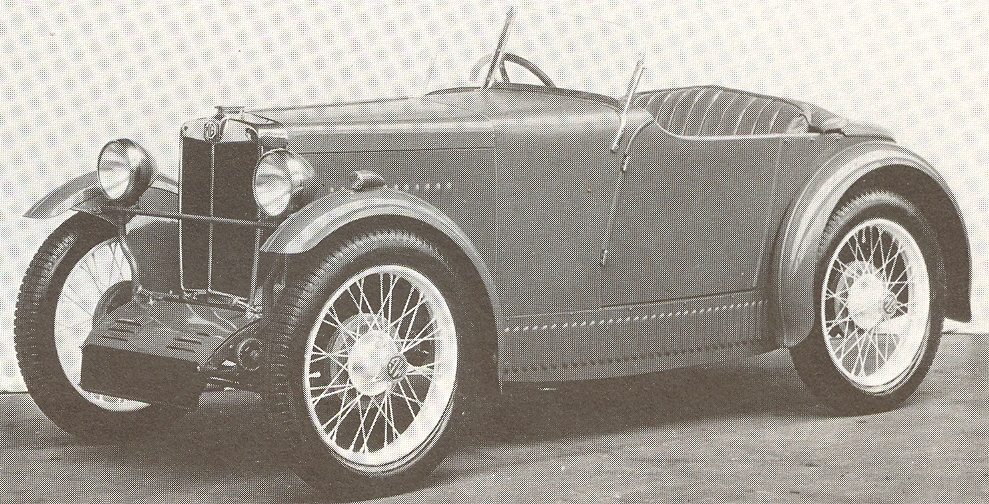
MG M-type

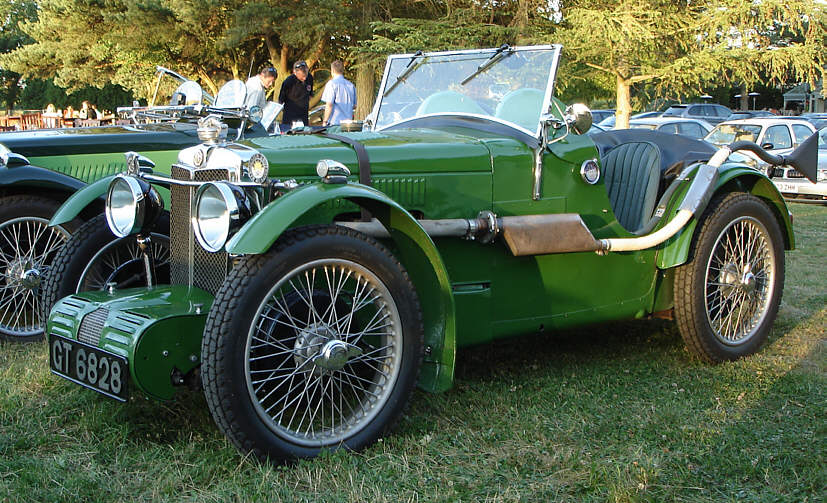
MG C-type
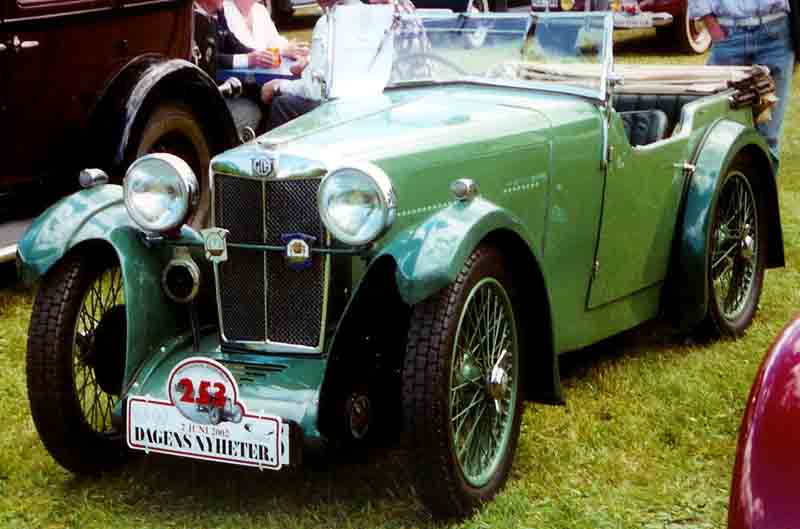
MG D-type
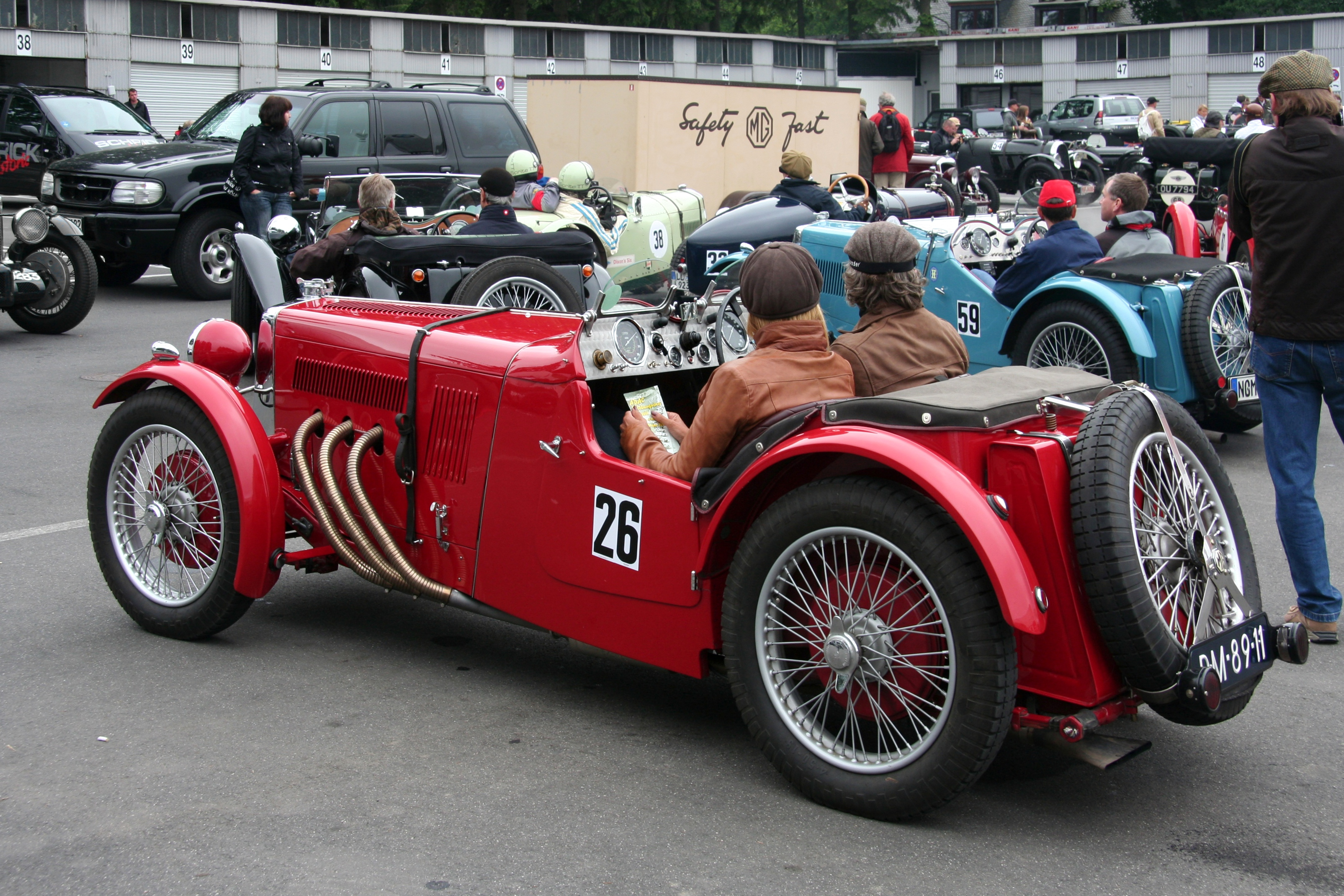
MG F2
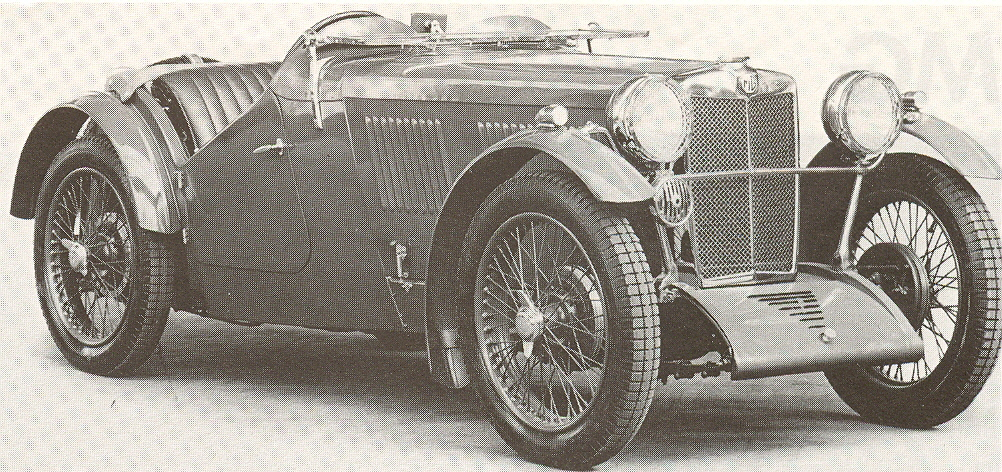
MG J2

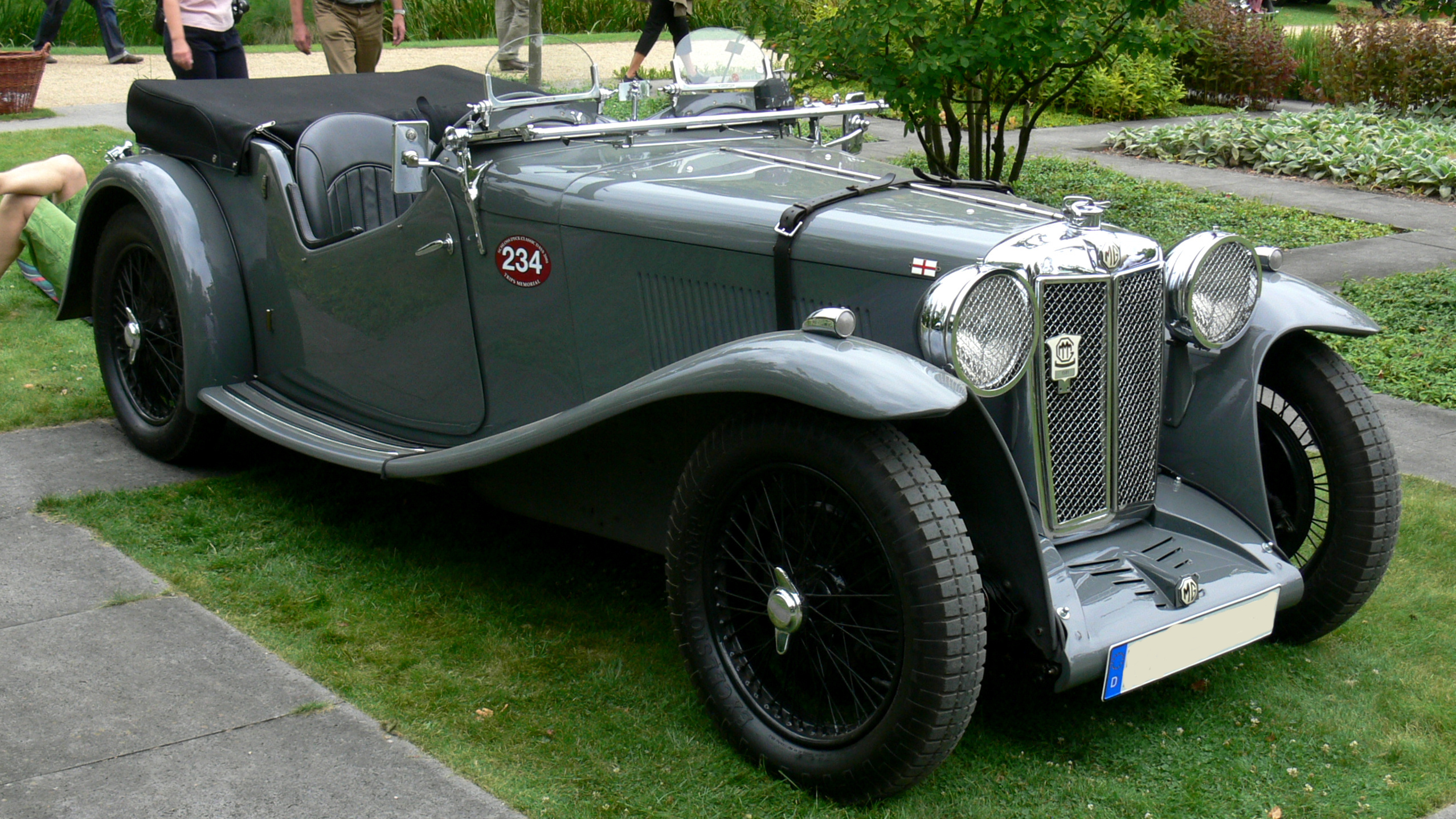
MG K1
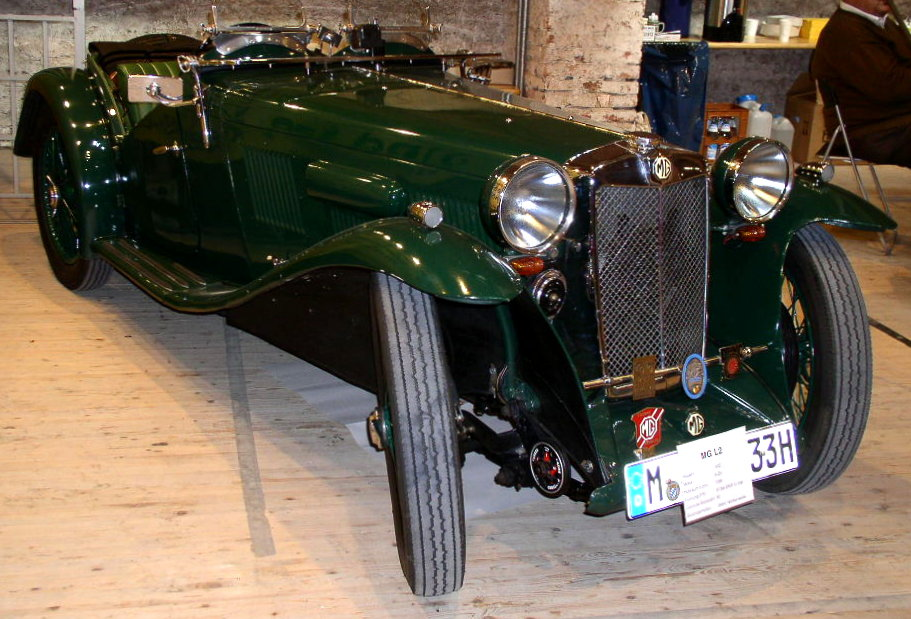
MG L2
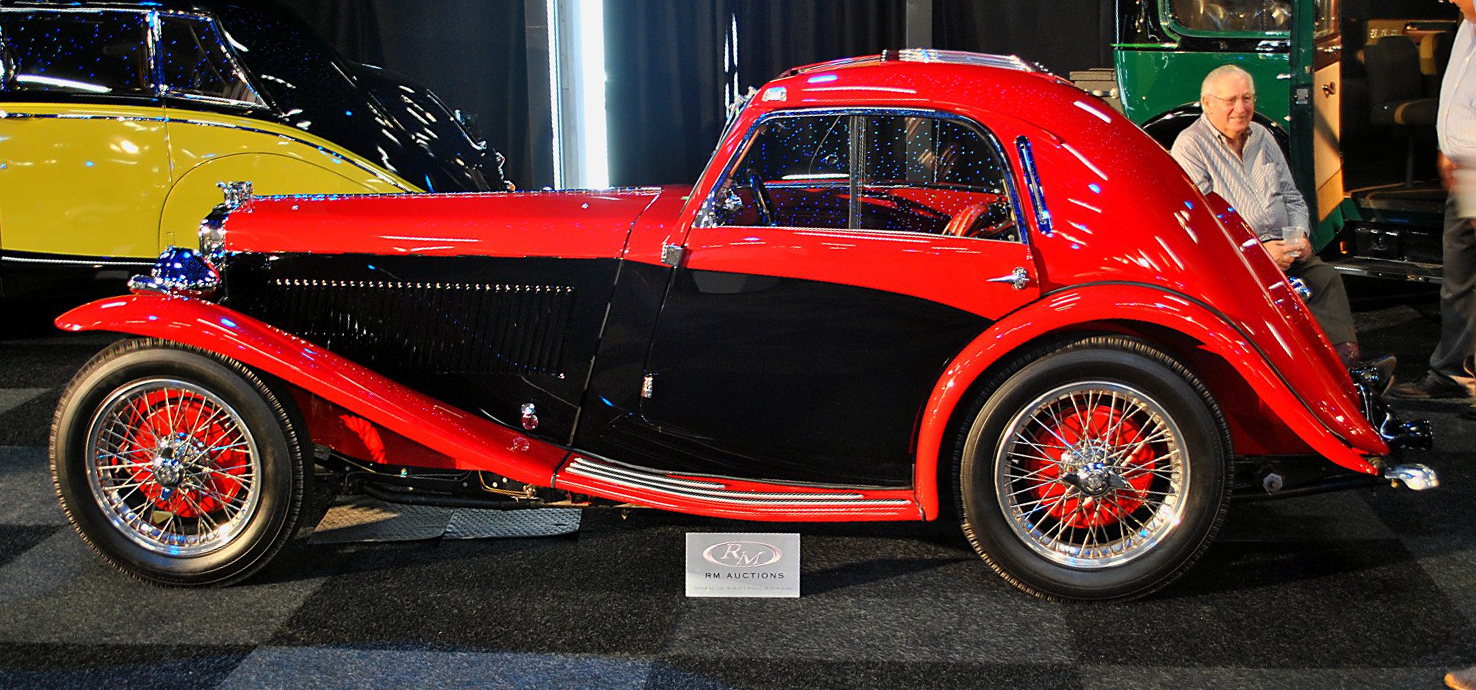
MG Magnette 'Airline' Coupé
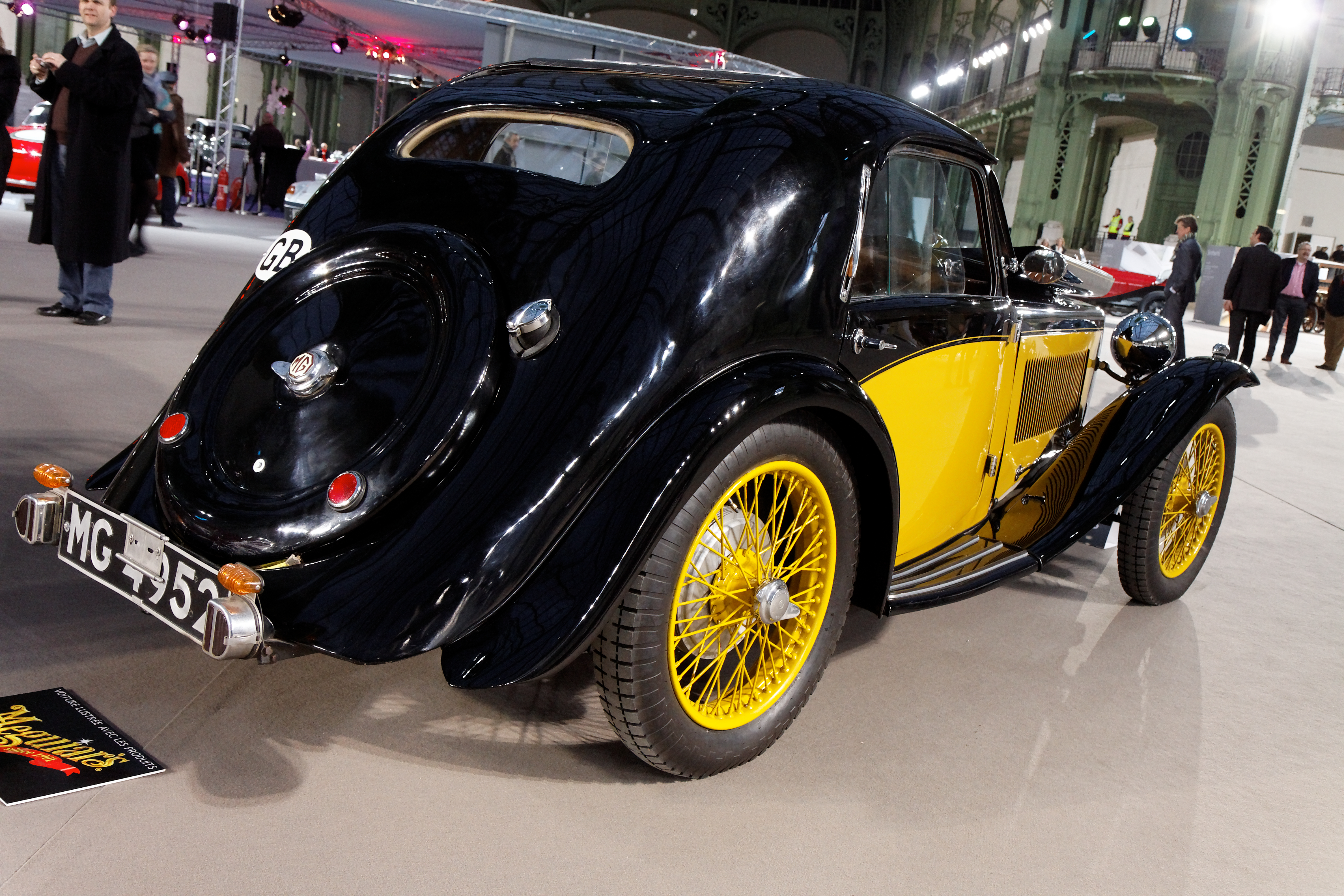
MG Midget TA 'Airline' Coupé

### Carrosseries de sportCarbodiesd'avant-guerre

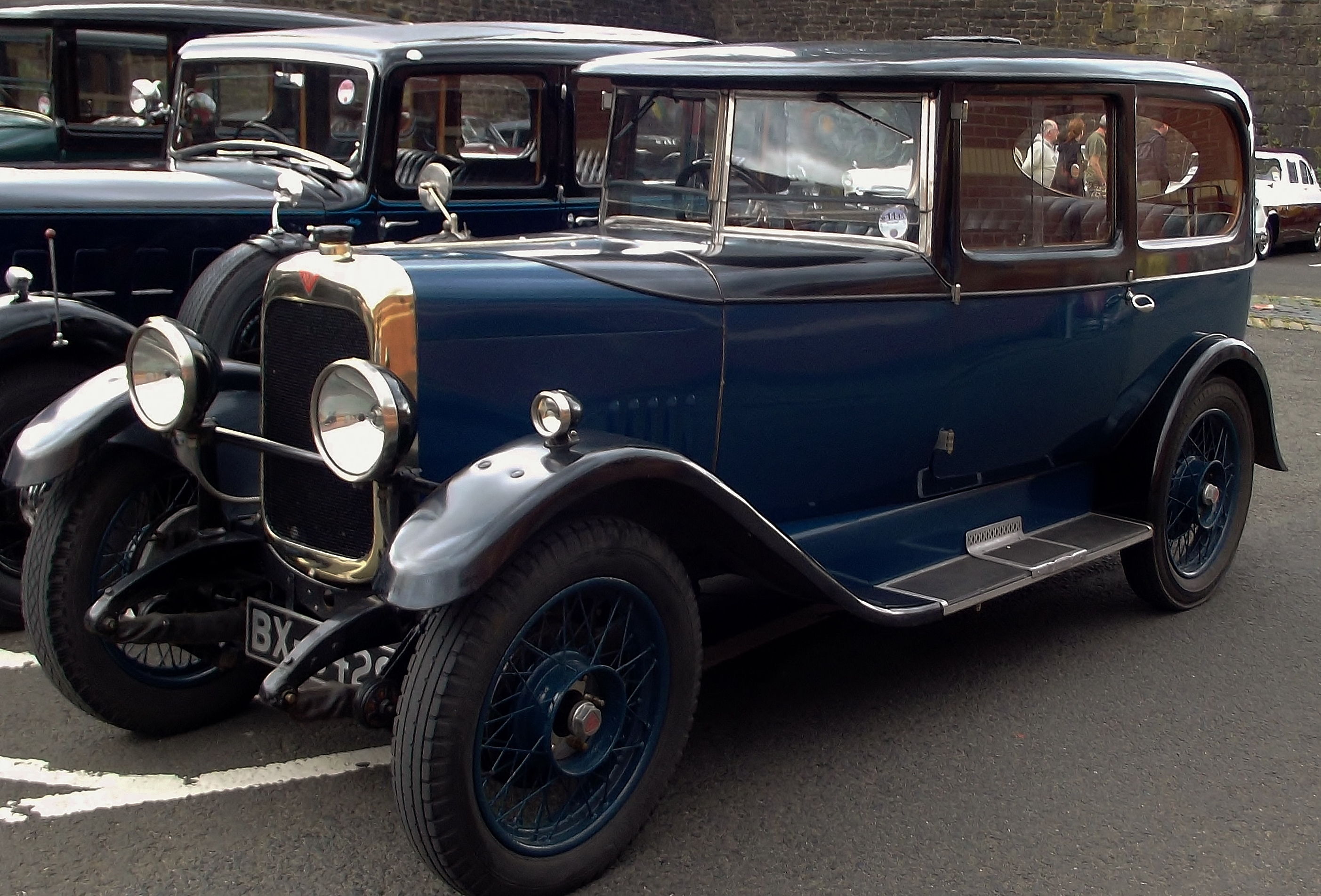
Alvis 12/50 Berline de Sport
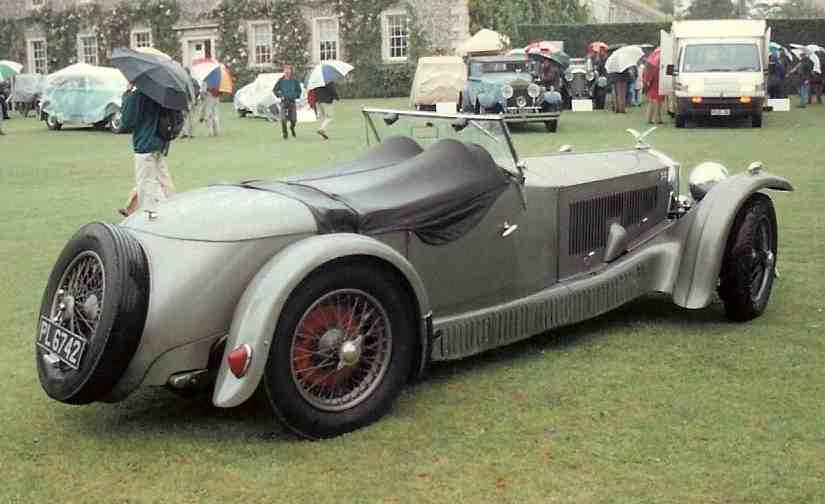
Invicta châssis bas 2 places de sport 1931
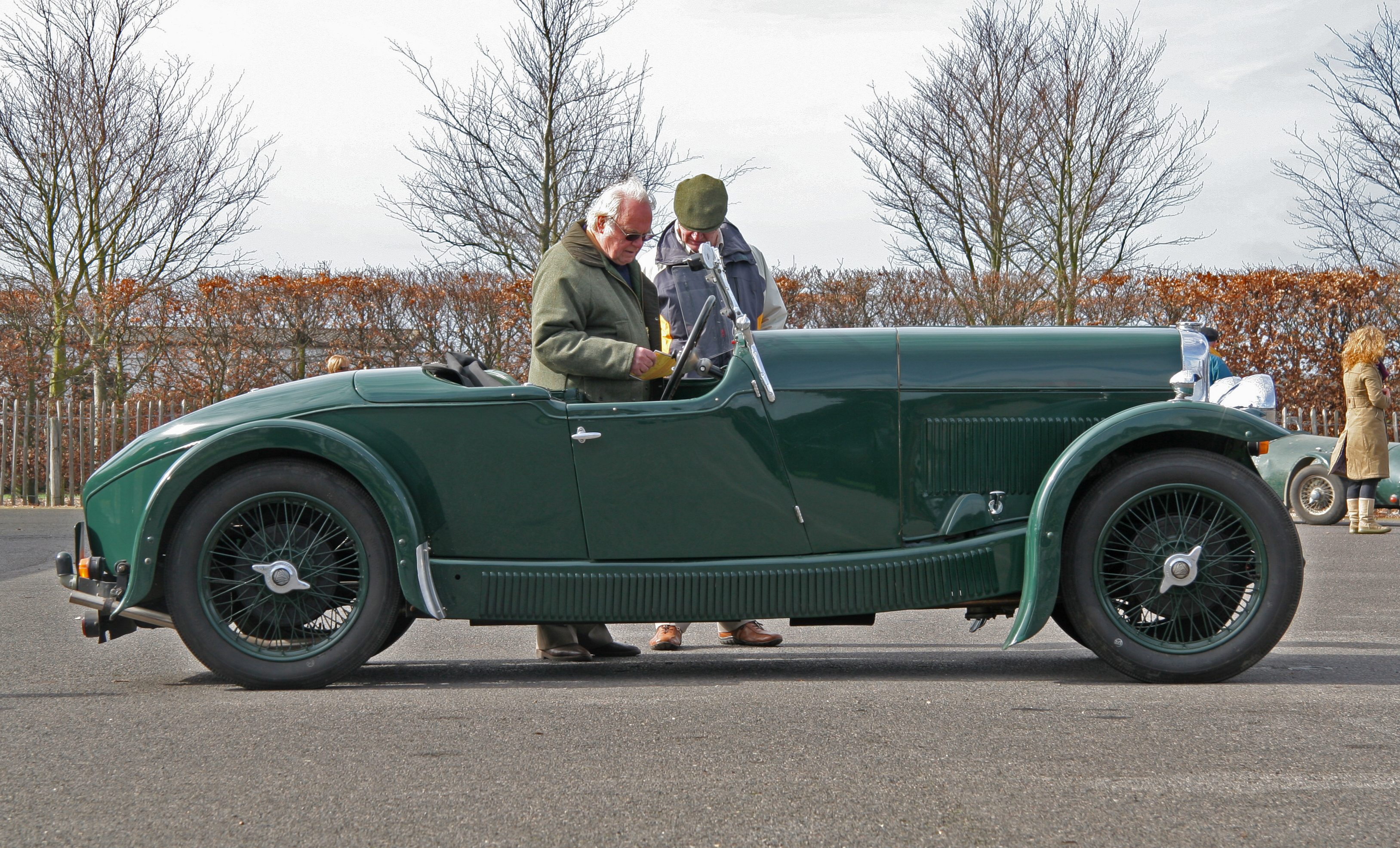
Alvis 12/60 2-places de sport

### Cabriolets et breaksCarbodiesd'après-guerre

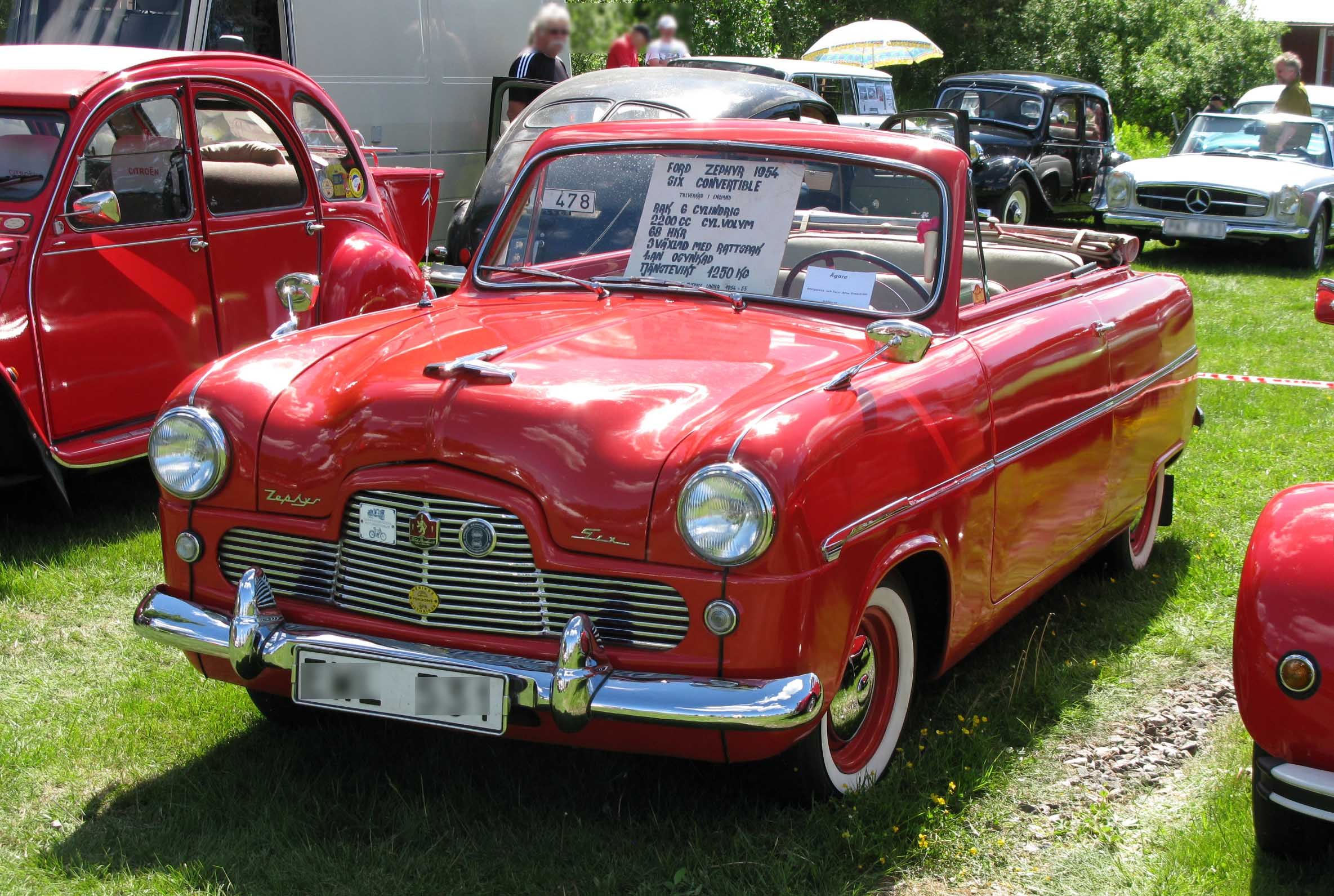
Ford Zephyr cabriolet
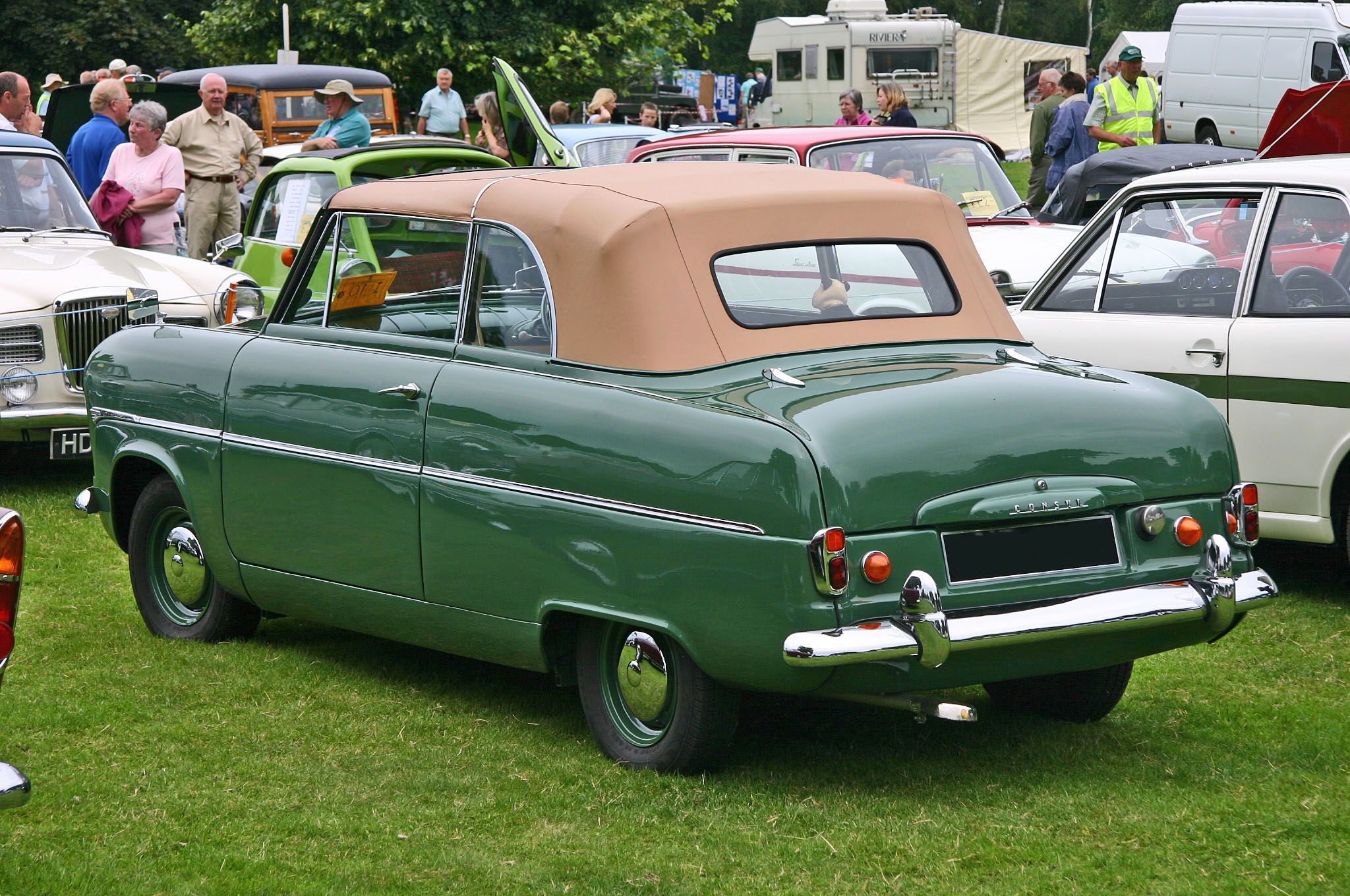
Ford Consul cabriolet
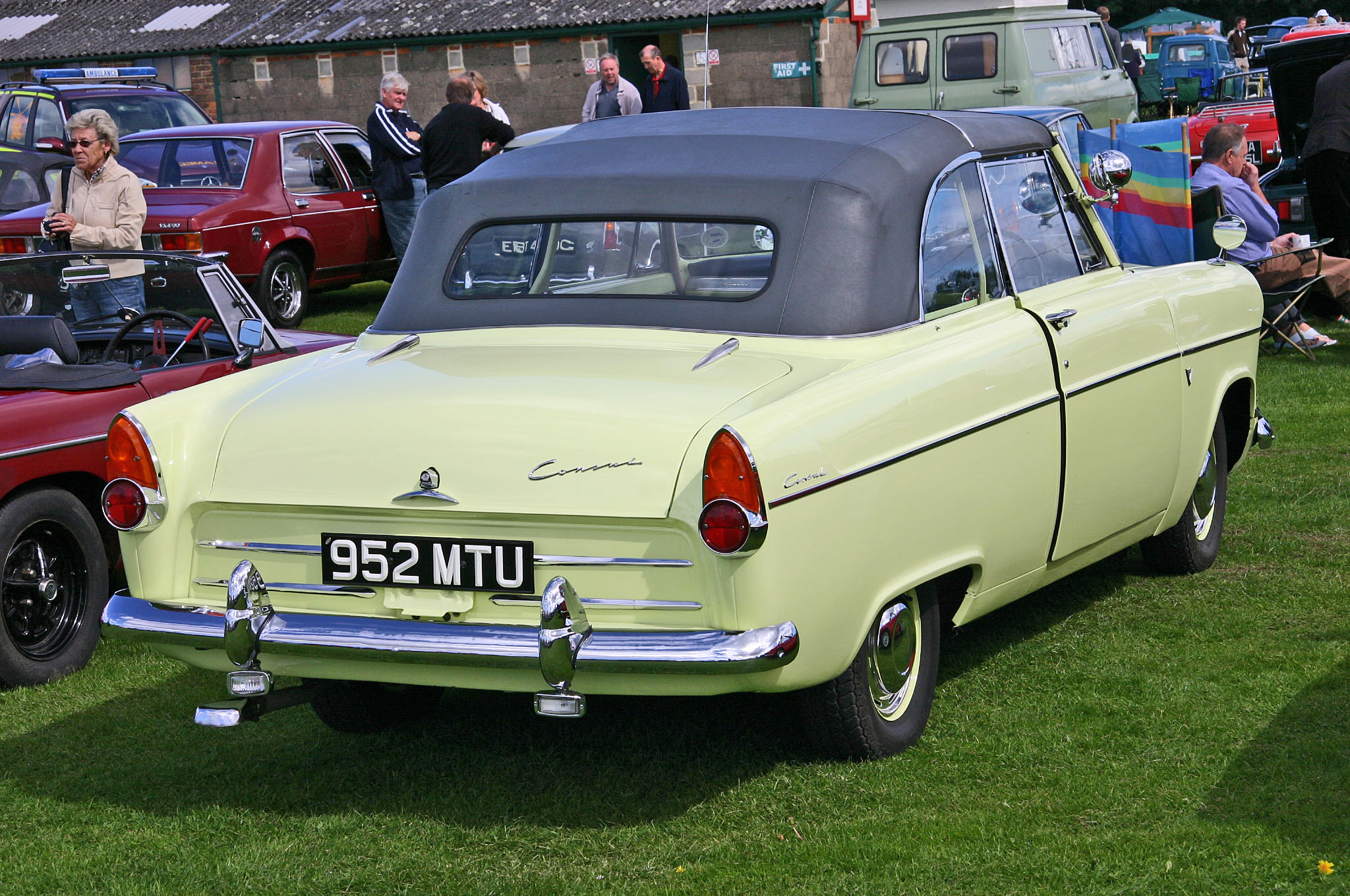
Consul MkII cabriolet
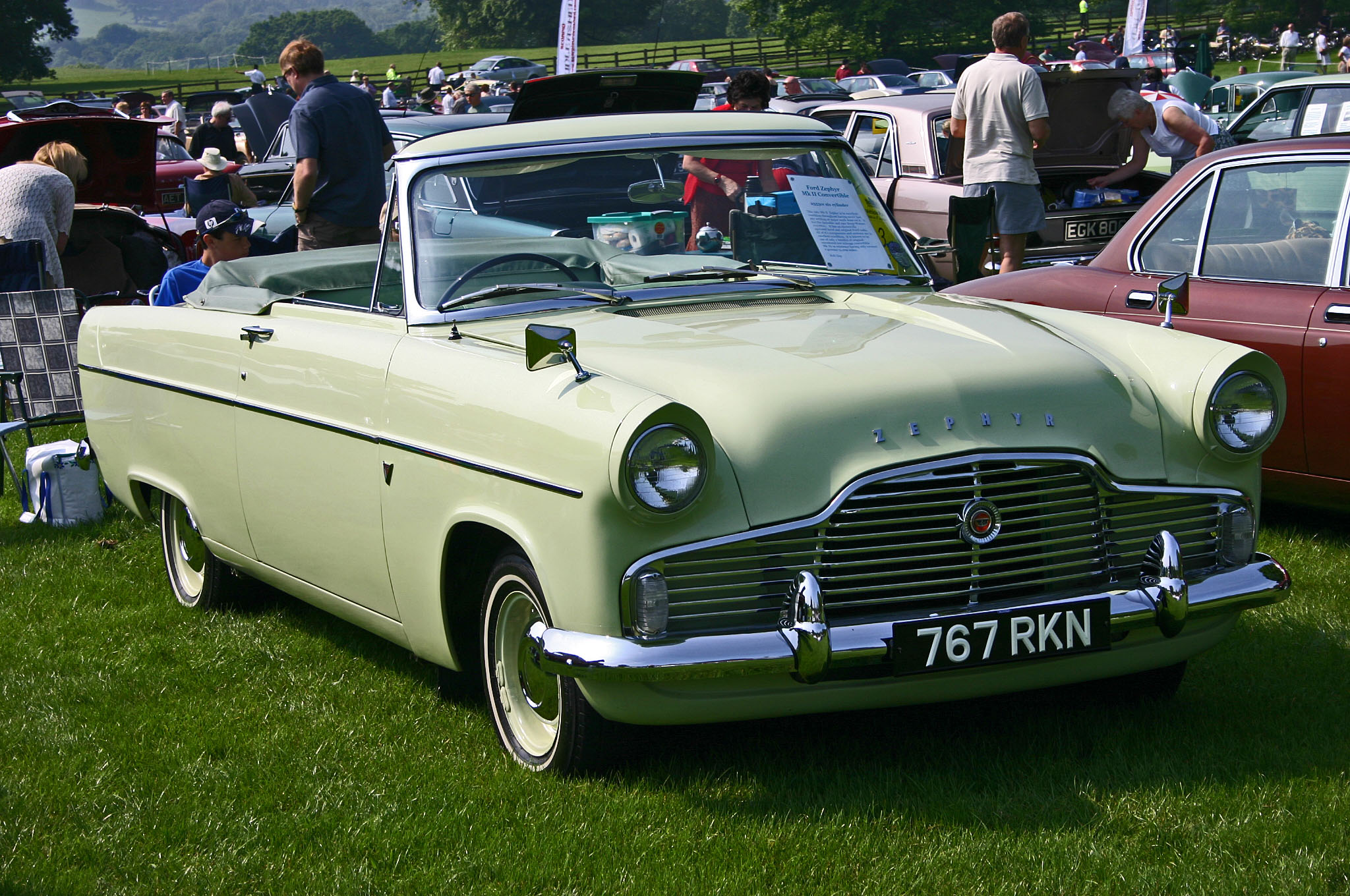
Zephyr MkII cabriolet
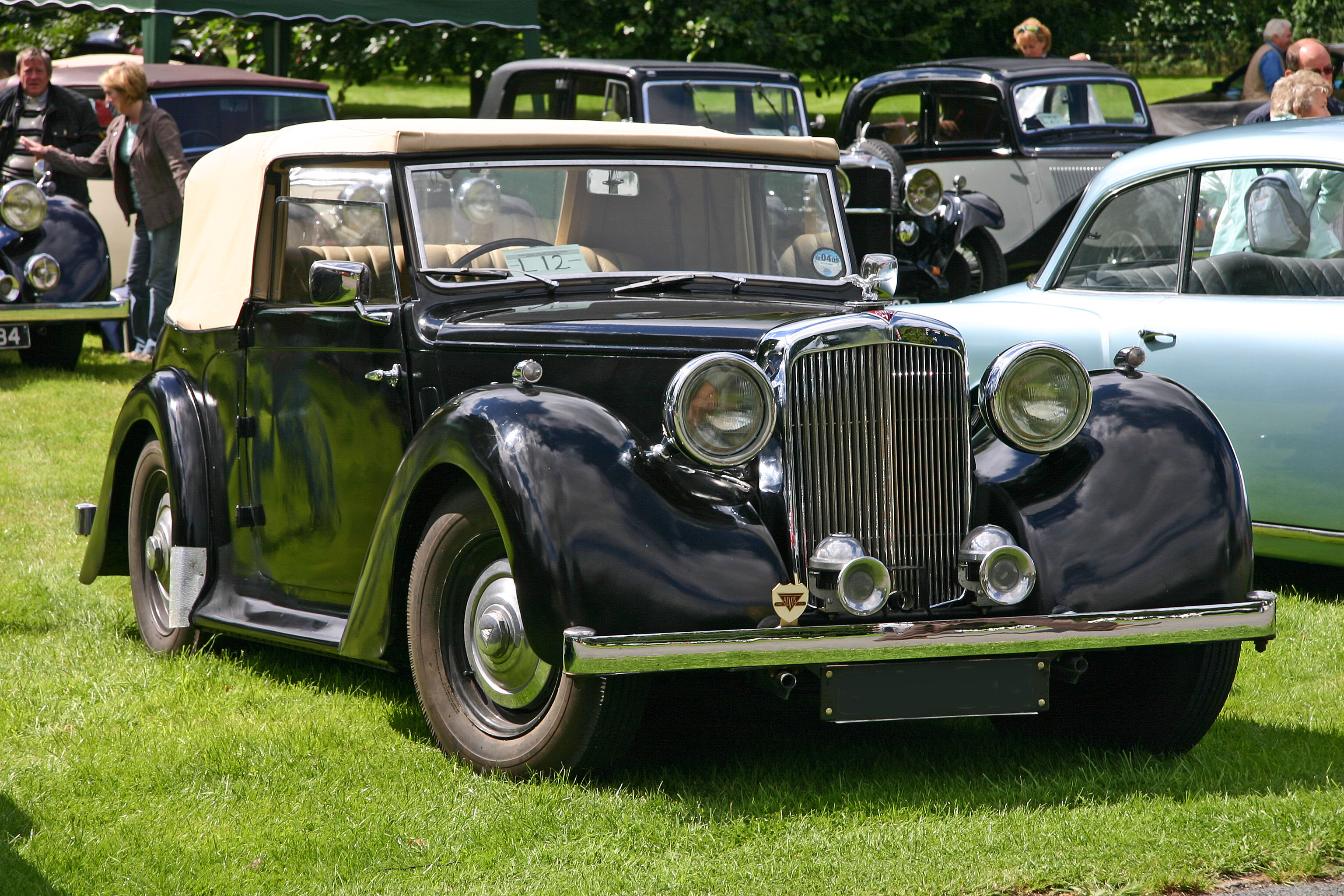
Alvis TA 14 drophead coupé

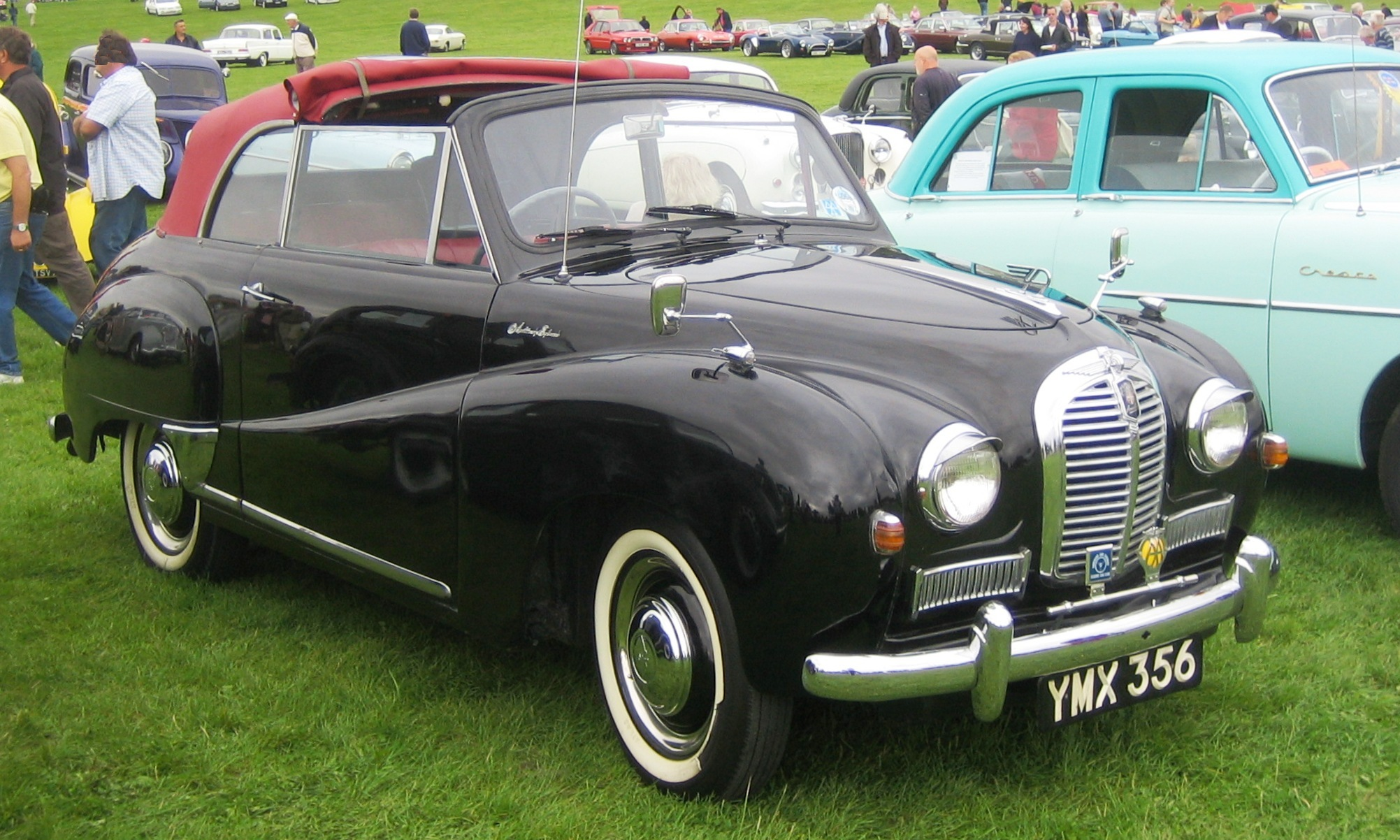
Austin Somerset drophead coupé
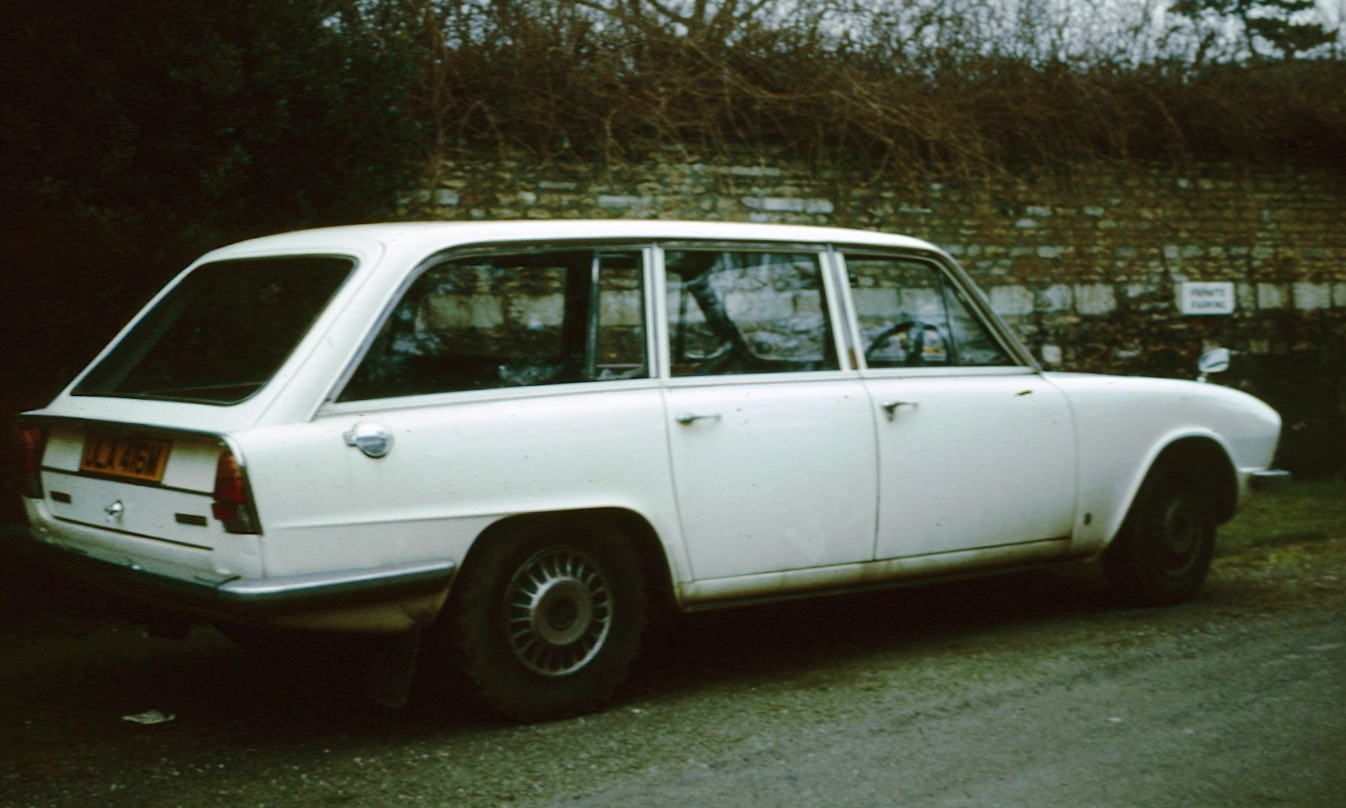
Break Triumph 2000
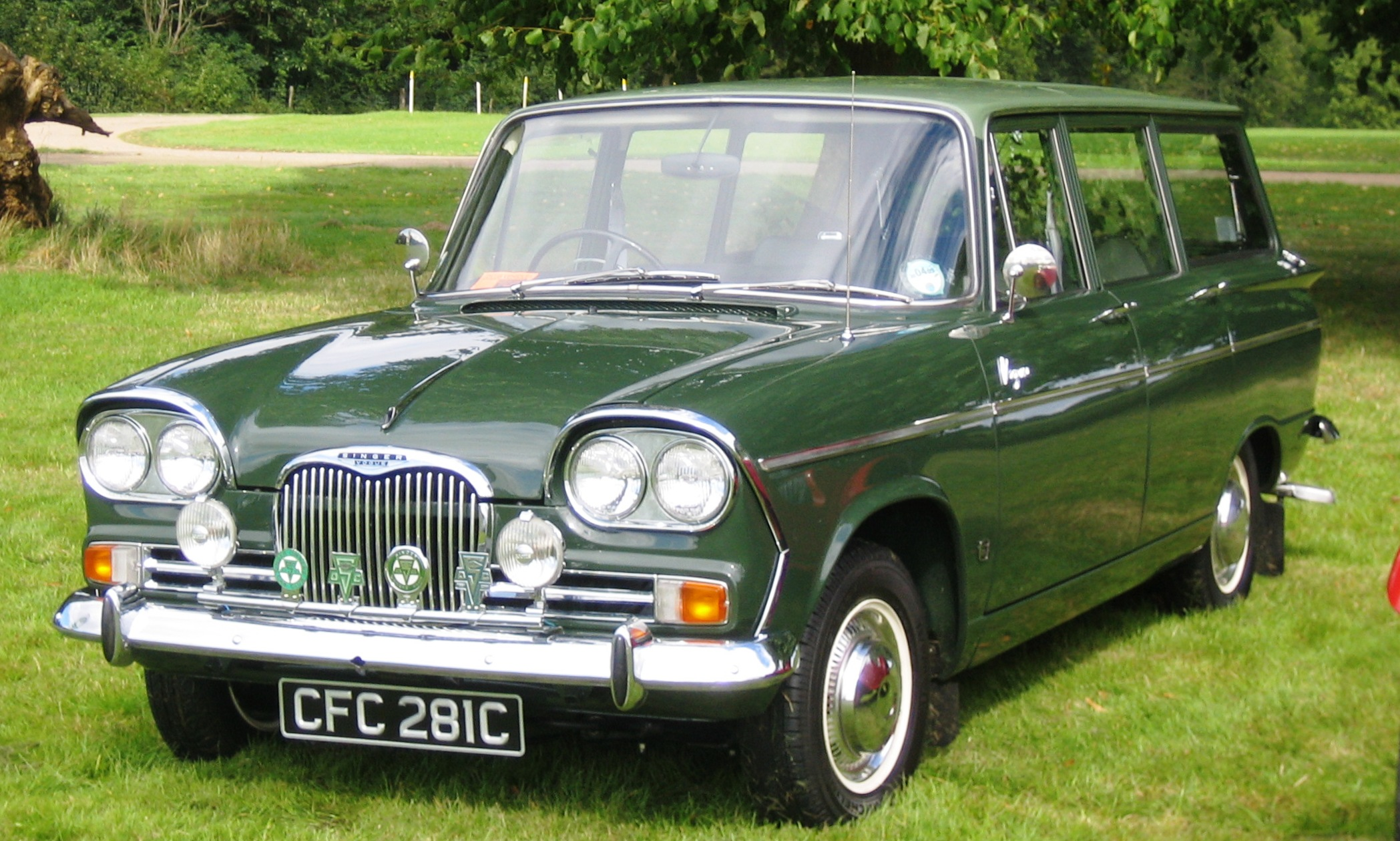
Break Singer Vogue
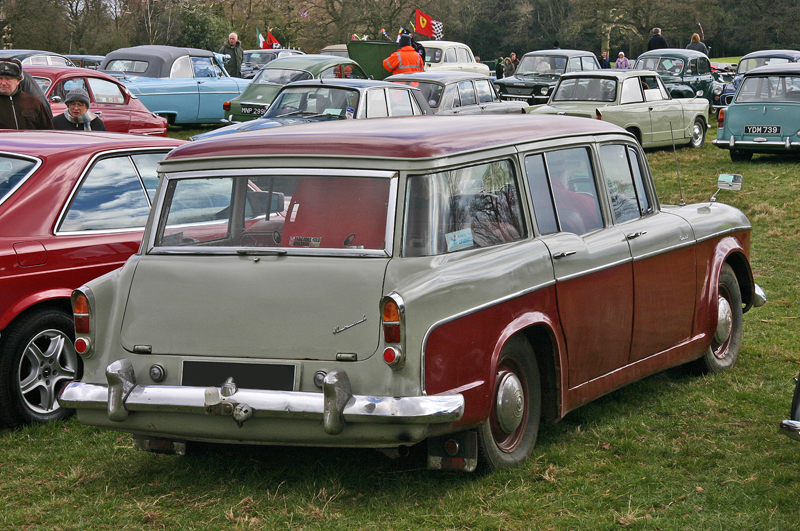
Break Humber Hawk
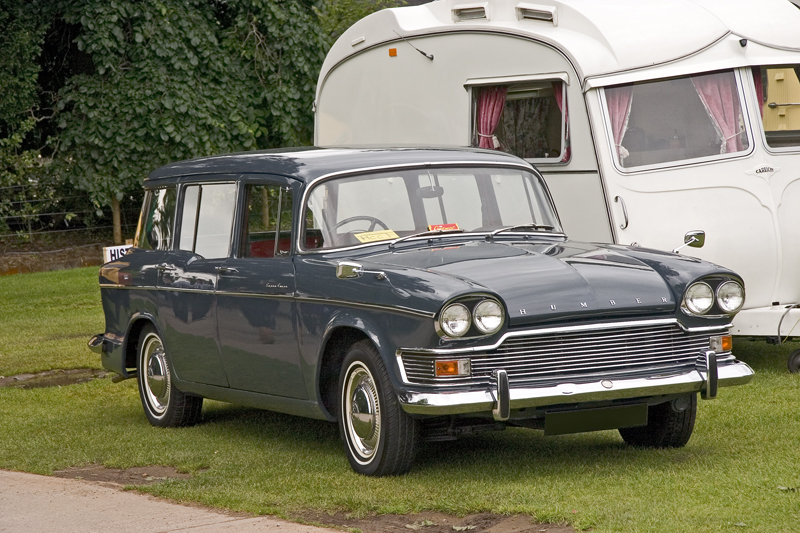
Break Humber Super Snipe

### Les Daimler de Carbodies

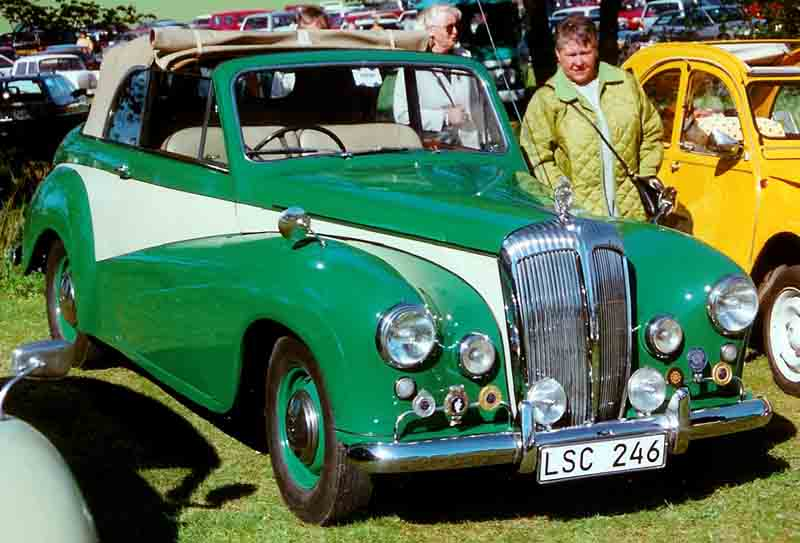
Daimler Conquest drophead coupé
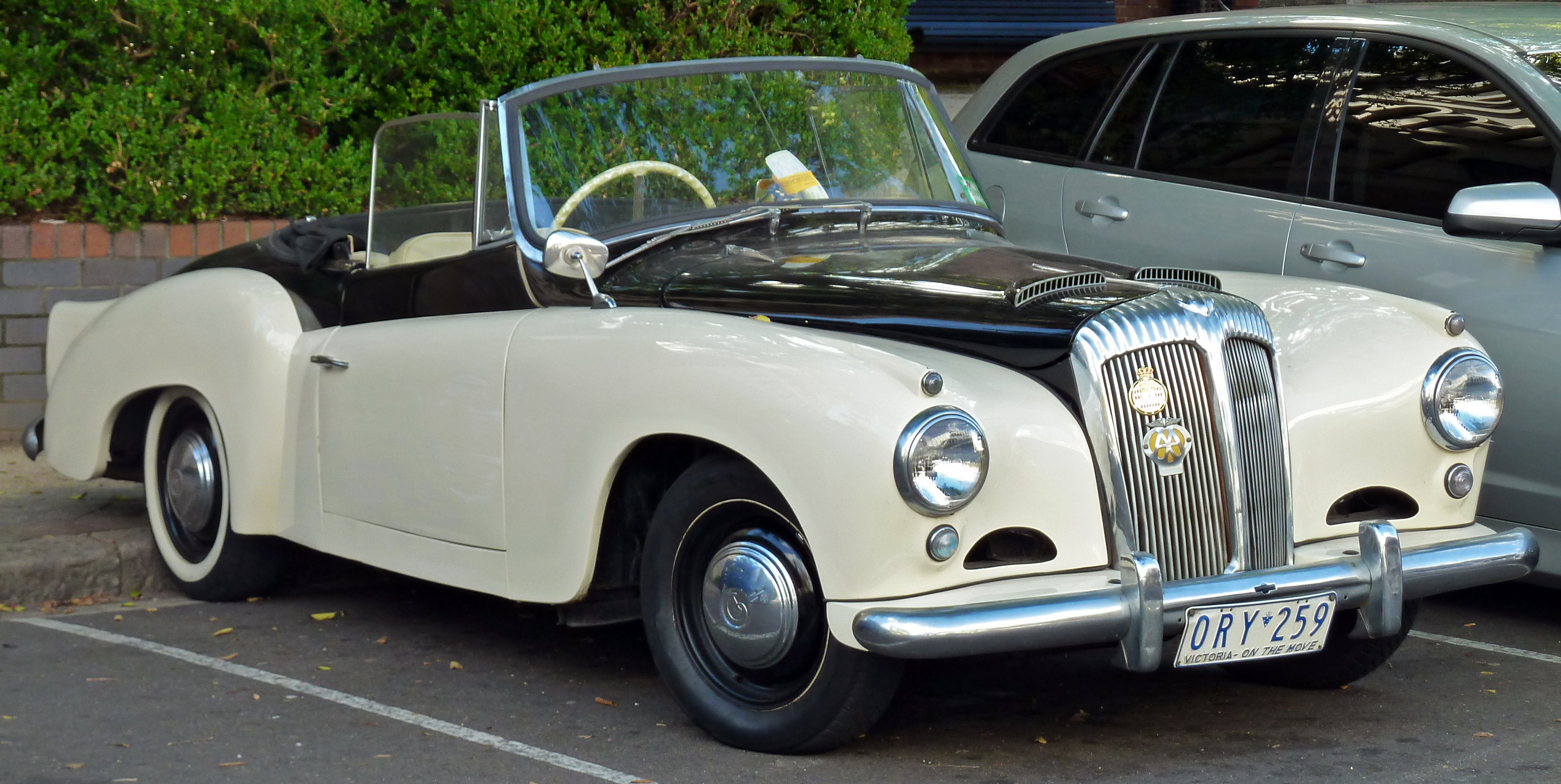
Daimler Conquest Century Roadster Drophead Coupé 1955-1957
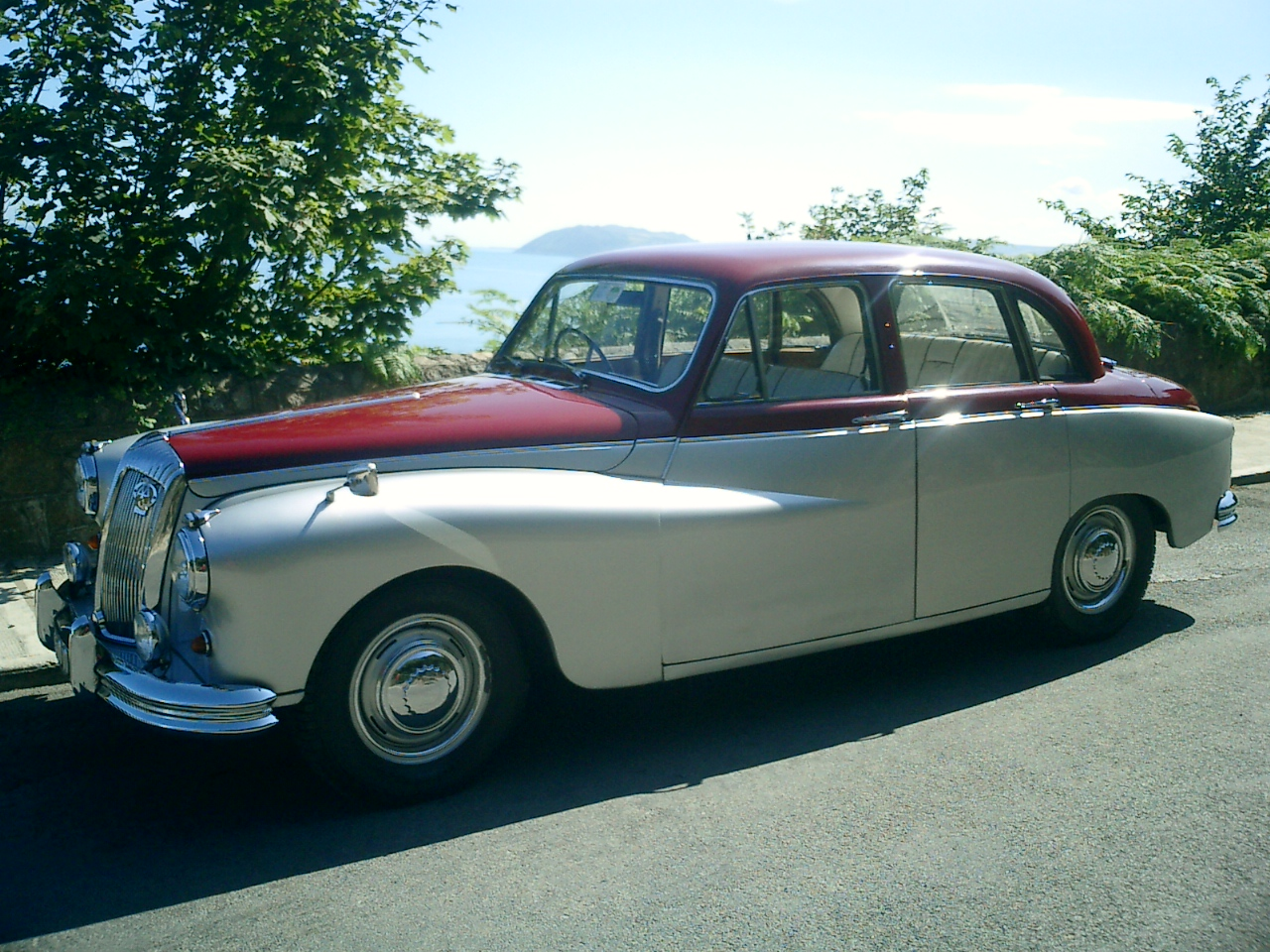
Daimler Majestic
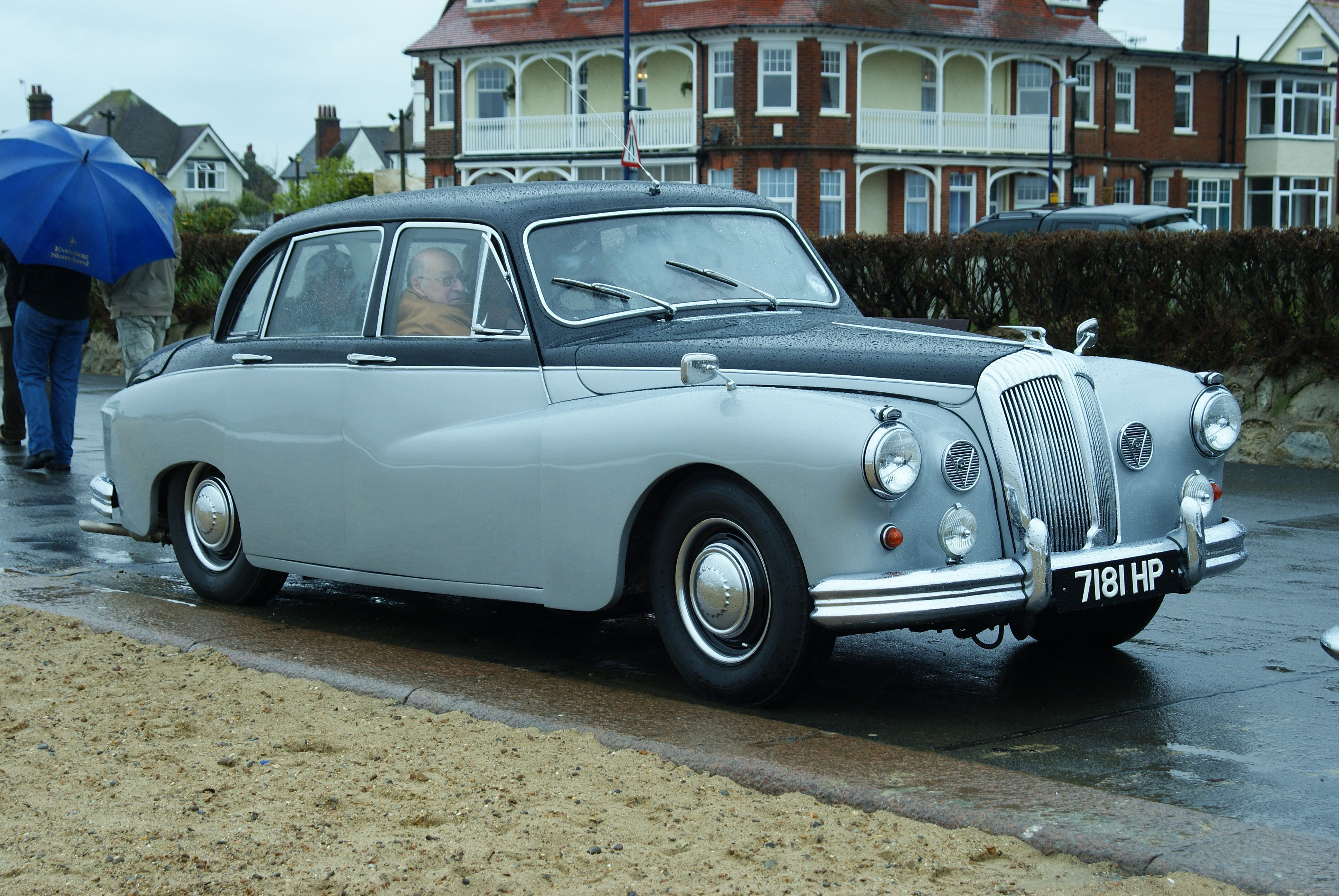
Daimler Majestic Major
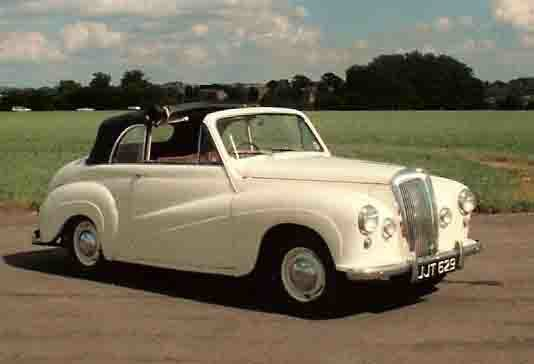
Daimler Conquest Century Drophead Coupé

### Taxis, véhicules utilitaires et véhicules de locationCarbodies

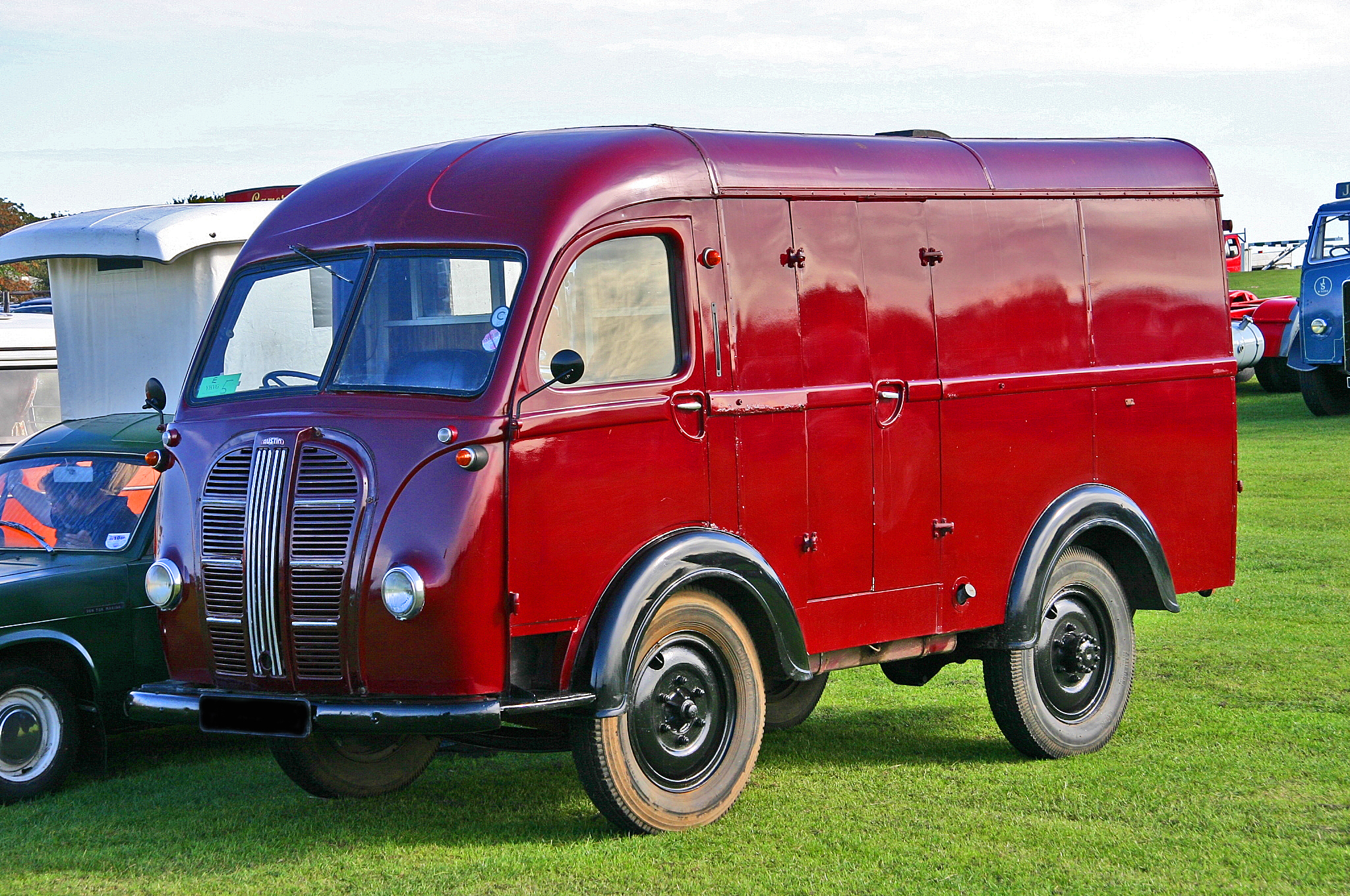
Austin K8
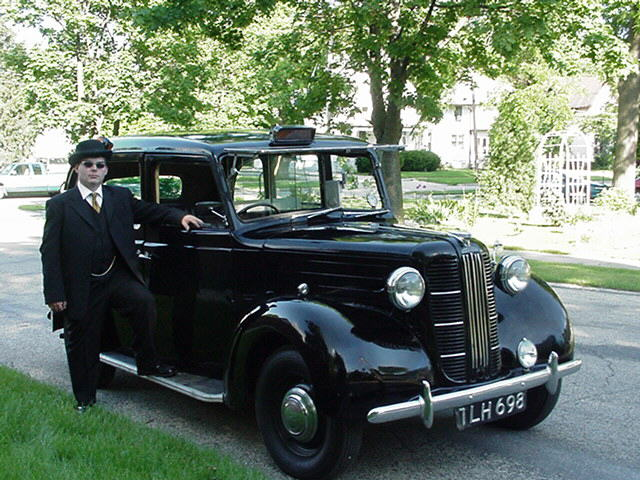
Austin taxicab FX3
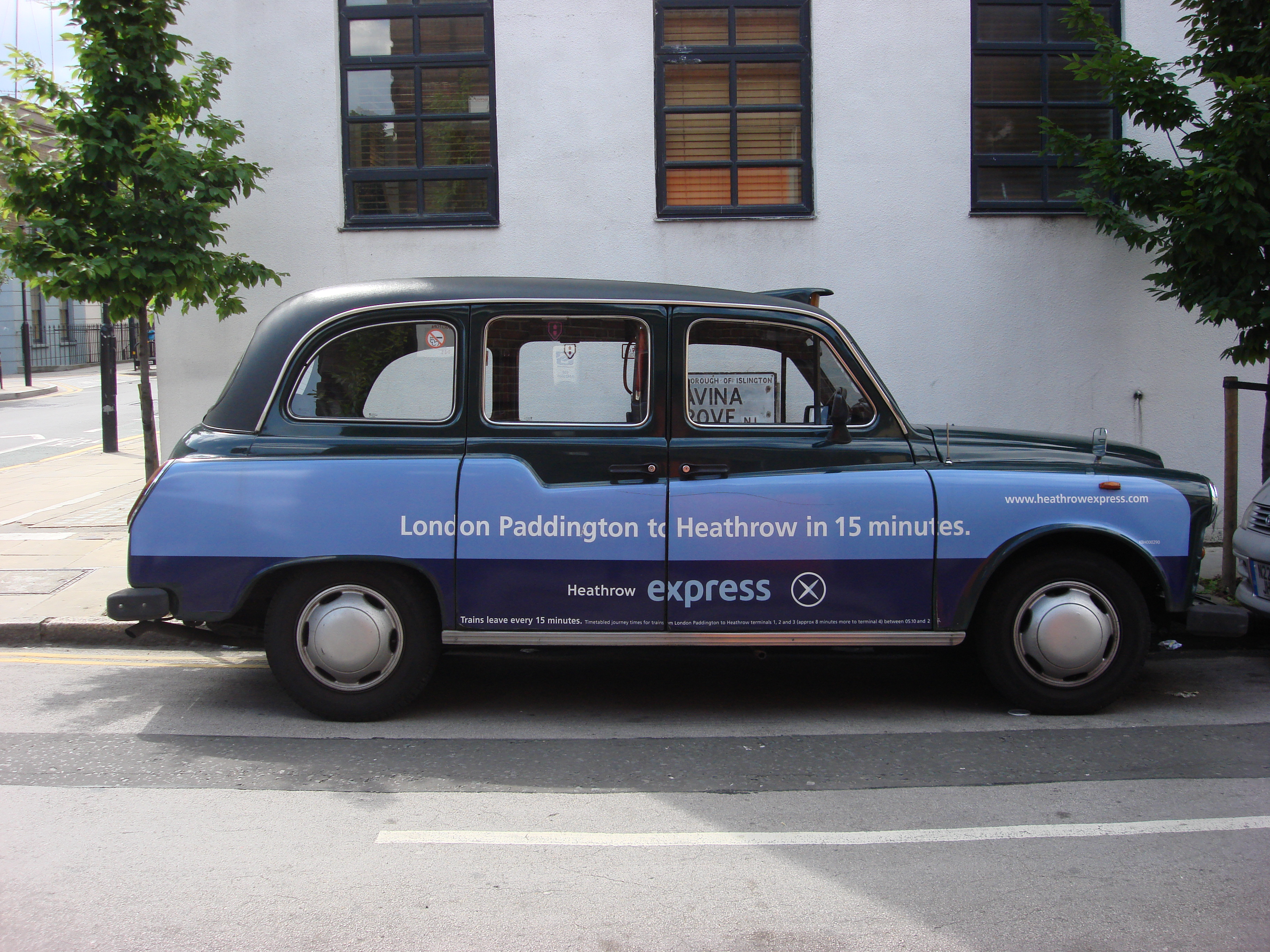
Carbodies taxicab FX4
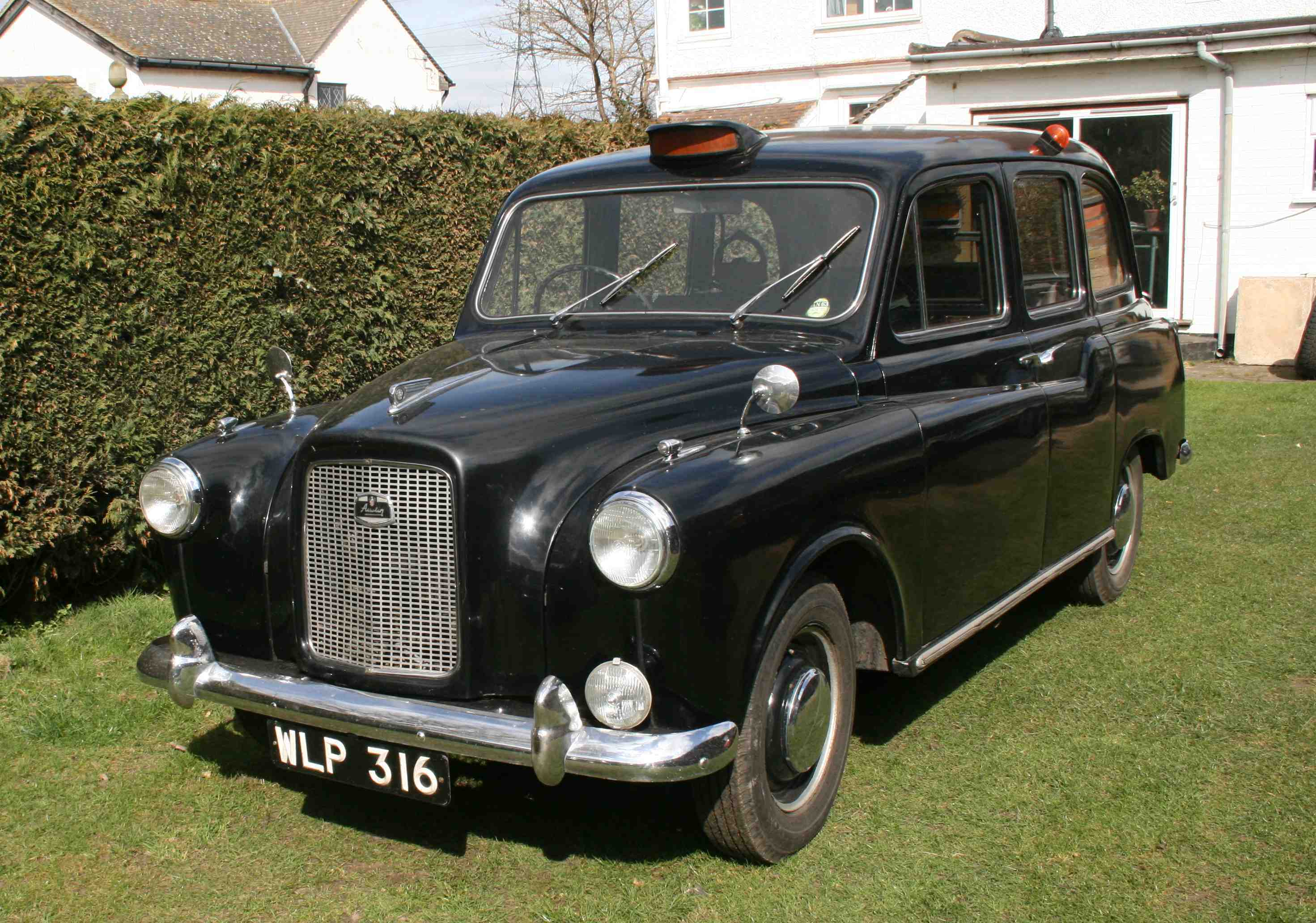
Austin FX4 1962
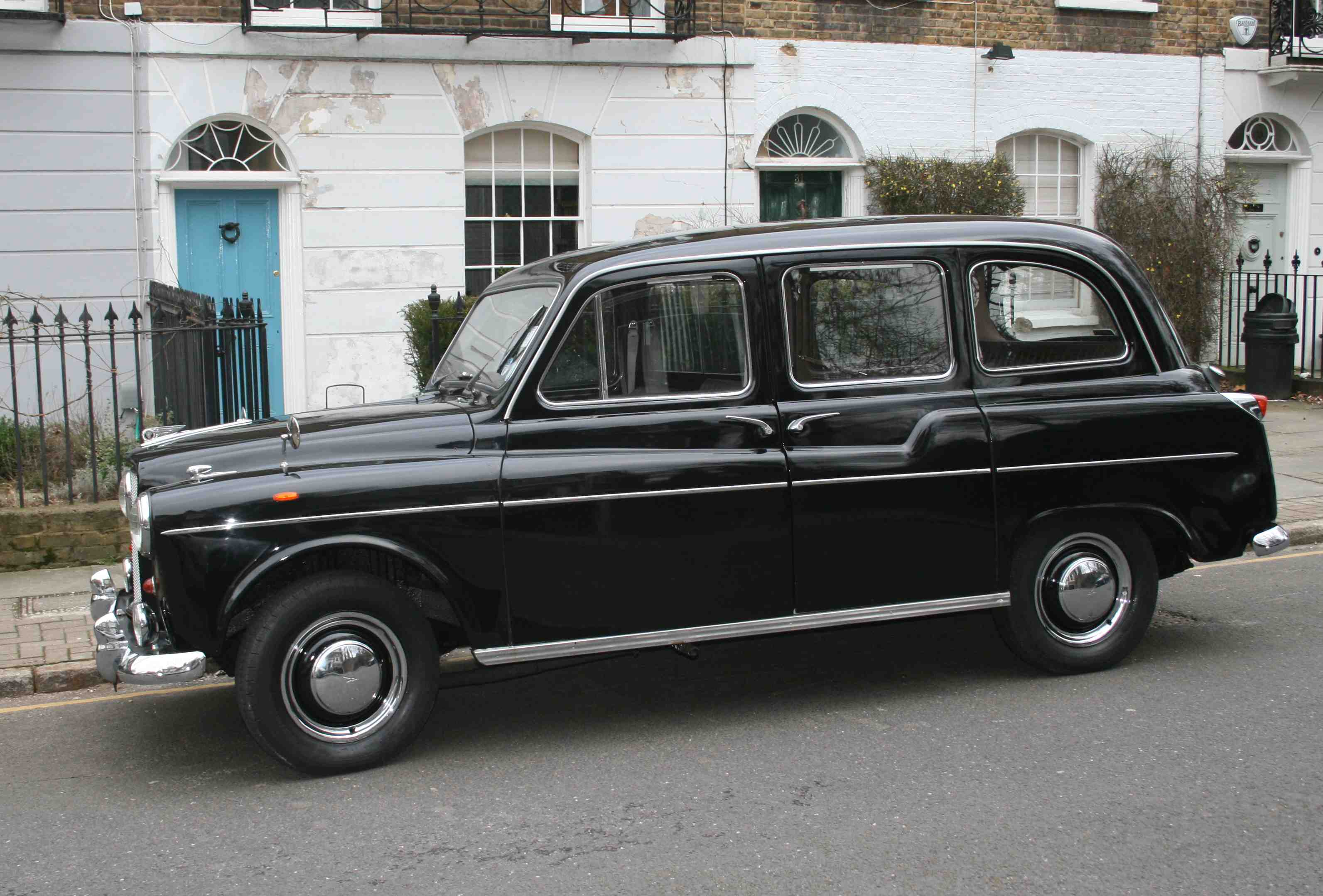
1965 Austin FL2 Hire Car

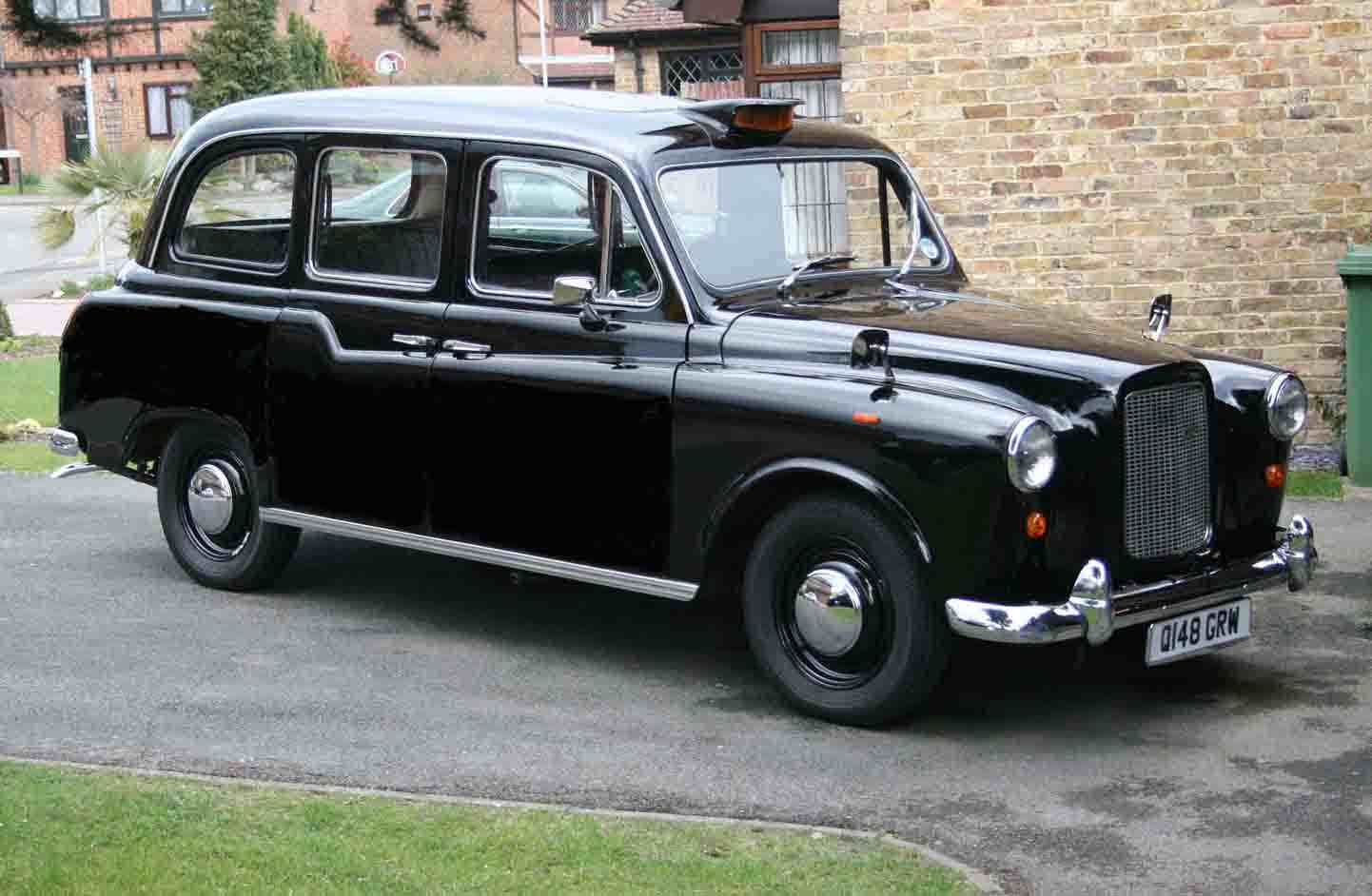
Austin FX4Q taxi 1985
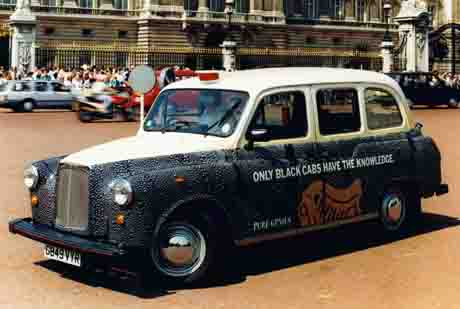
1990 Carbodies Fairway en livrée Guinness
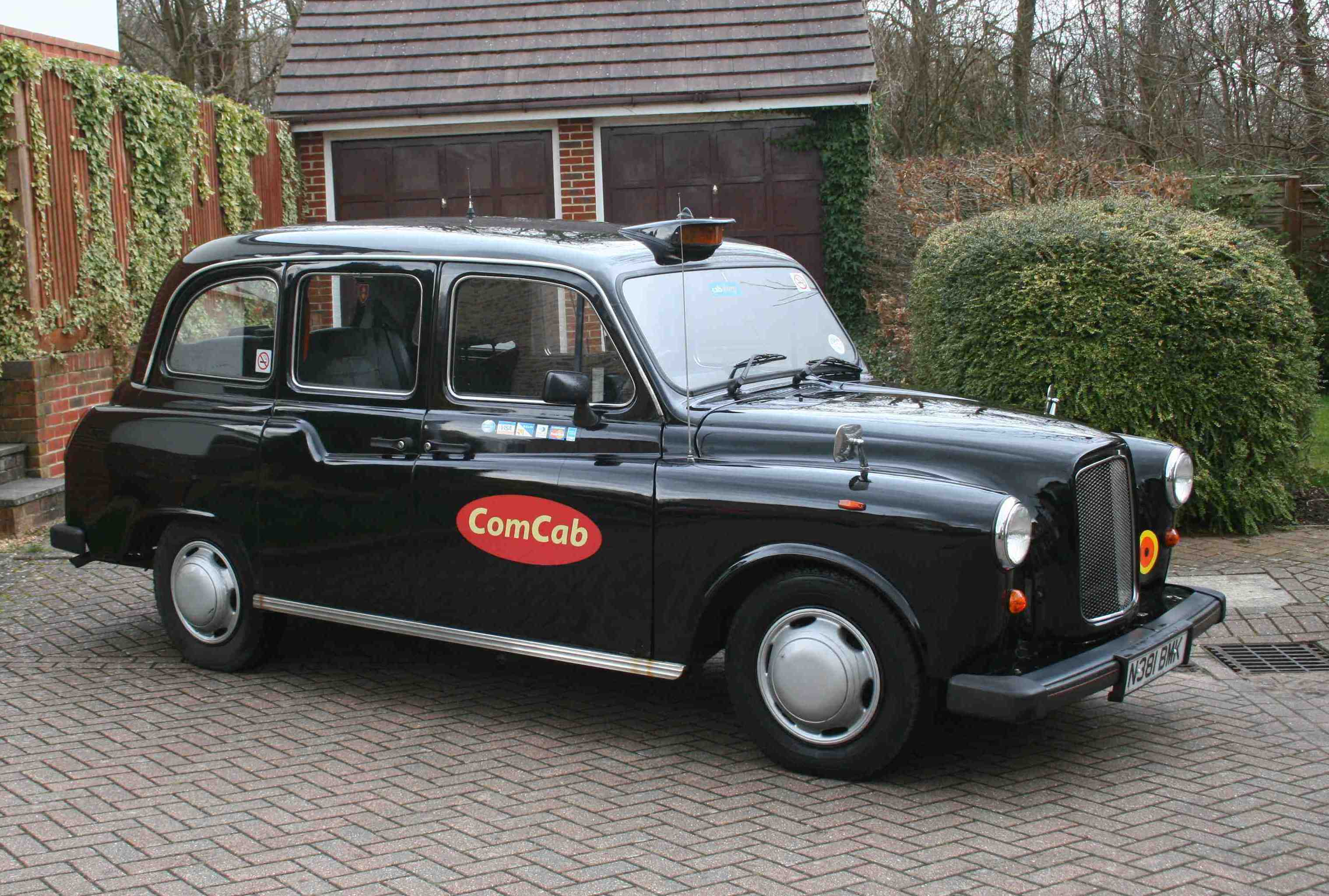
1995 Carbodies Fairway 95 London taxi
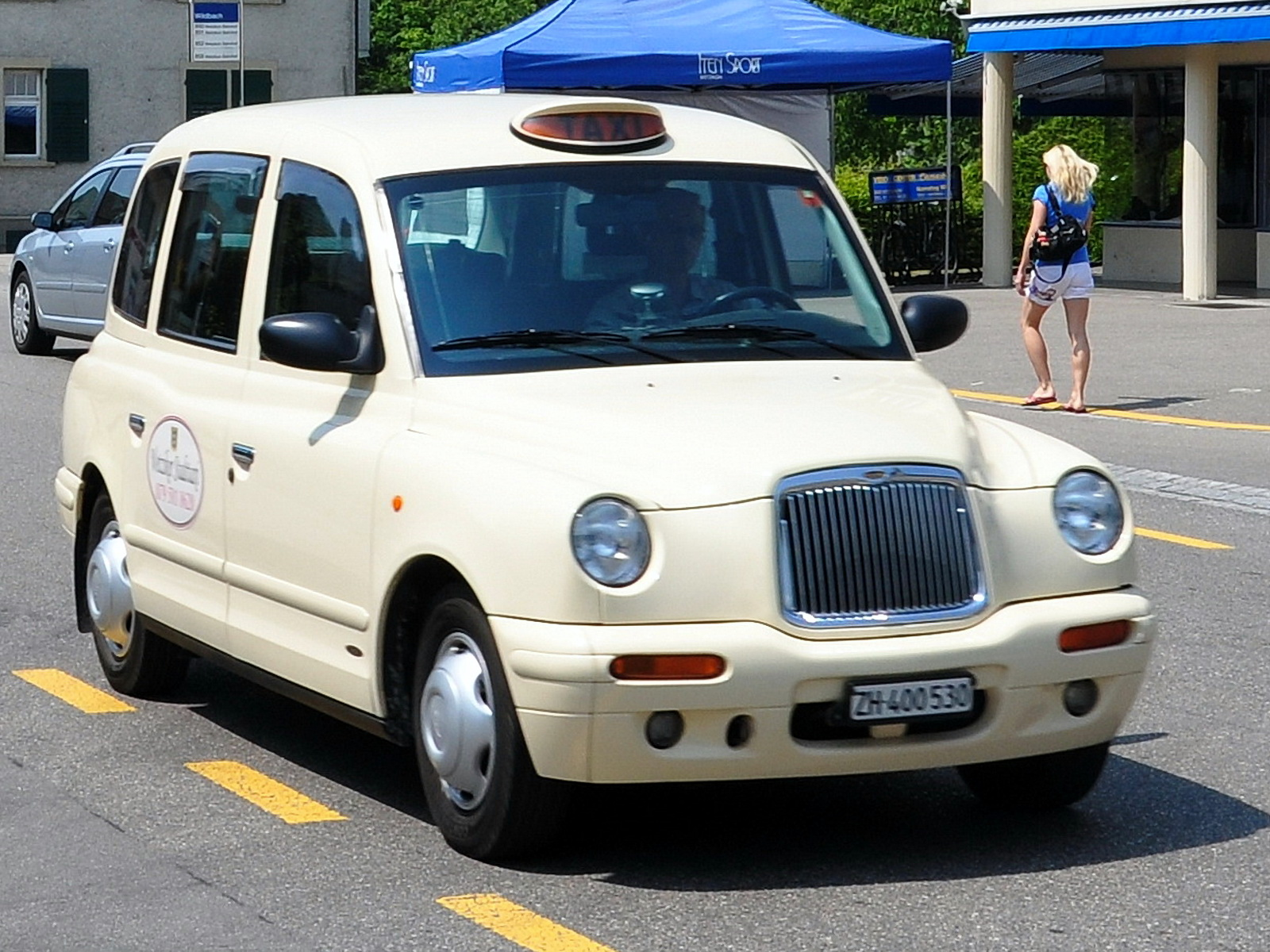
Le London taxi TXII en Suisse
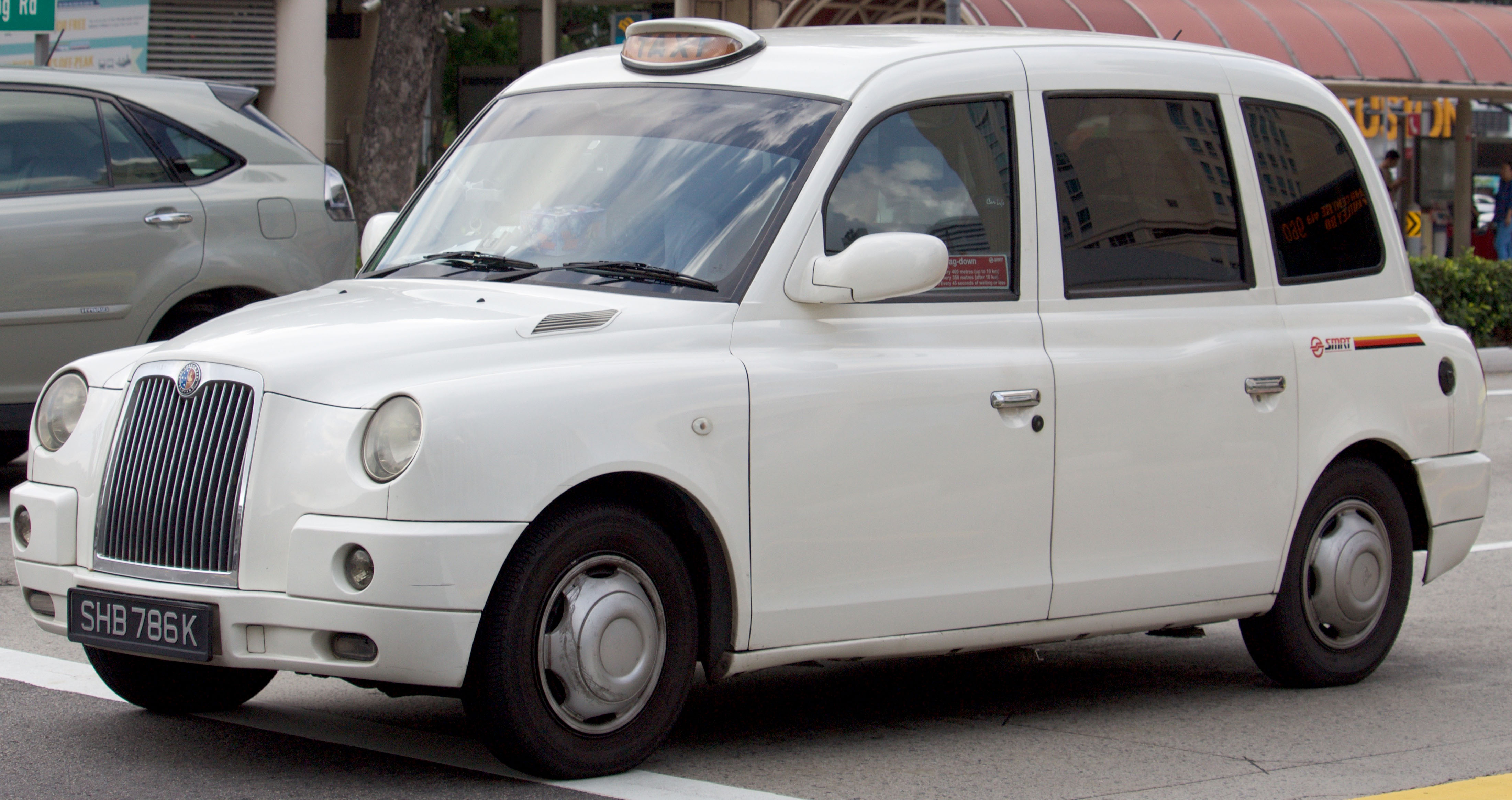
Le London taxi TX4 à Singapour